# Sport en France
 (décembre 2014).
Pour l'article homonyne sur la chaîne de télévision, voir Sport en France (chaîne de télévision)
Le sport en France est marqué par plusieurs phénomènes : une tradition sportive ancienne, un rôle prépondérant dans l'organisation du sport moderne (notamment, rétablissement des Jeux olympiques par Pierre de Coubertin, création de la Coupe du monde de football par Jules Rimet et mise en place de la Coupe d'Europe des clubs champions par les journalistes de l'Équipe), et une grande variété de disciplines pratiquées à haut niveau. Si le palmarès international n'est pas au même rang, la tendance paraît s'inverser depuis la fin du XXe siècle. La France pèse en effet moins qu'avant sur les enjeux du sport mondial (lutte contre le dopage, notamment (voir Agence mondiale antidopage)), alors que le palmarès des sportifs français, depuis les années 1990, la place désormais clairement dans les toutes meilleures nations sportives.
En 1986 déjà, L'Équipe magazine publie un classement mondial prenant en compte de très nombreuses disciplines. La France est classée quatrième derrière les États-Unis, l'URSS et l'Allemagne en profitant de sa présence, même moyenne, dans de nombreux sports. Aujourd'hui, les sportifs français n'ont pas abdiqué leurs volontés omnisports, colonisant même de nouveaux territoires (squash, surf et biathlon, par exemple), mais ils s'imposent aussi parmi les tout meilleurs dans des disciplines comme le football, le rugby à XV, le handball ou encore le basket-ball. Avec un total de 123 médailles, dont 44 titres olympiques, l'escrime reste le sport le plus titré devant le cyclisme (100 médailles dont 42 titres). La France a été en 2016, 2017, 2018, 2022, 2023 et en 2024 la deuxième nation sportive au monde d'après une étude menée chaque année. Après Londres en 2012 et avant Los Angeles en 2028, Paris est en 2024 la deuxième ville à avoir accueilli trois fois les Jeux olympiques. 

## Histoire

### Des origines aux Lumières

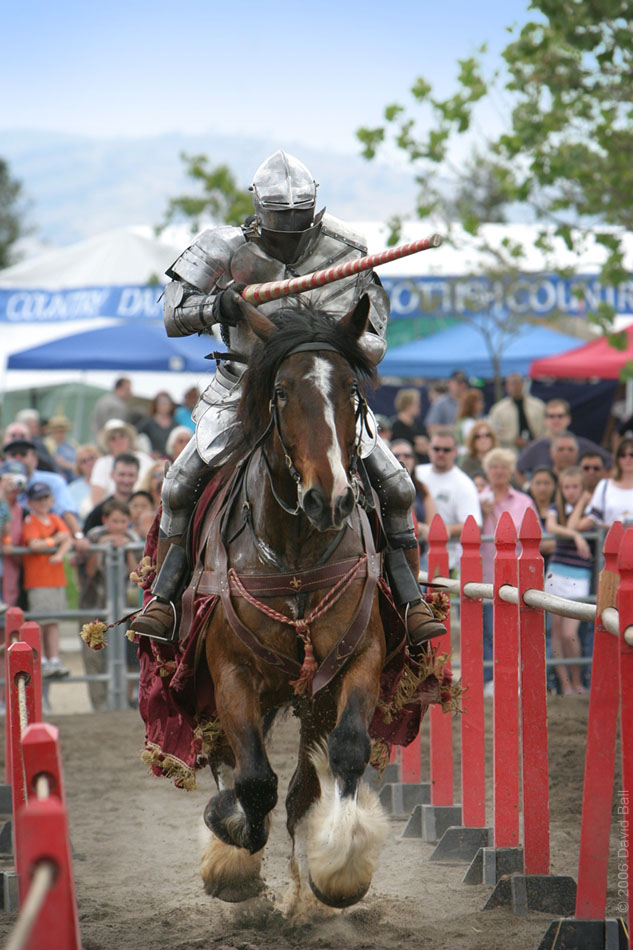
Reconstitution de joute équestre.

La pratique sportive organisée est introduite dans l'Hexagone par les Romains, arènes, stades et hippodromes sont érigés en Gaule. Après cette période gallo-romaine, au cours de laquelle le sport roi est la course de chars, le tournoi s'impose comme l'activité la plus prisée. Cet authentique art martial est très violent et de nombreux morts et blessés sont à déplorer. L'Église renouvelle ses interdits sept siècles durant, sans effets. Les rois de France publient également des interdictions, tel Saint Louis en 1260, mais la pratique perdure jusqu'à la fin du XVe siècle. Cette activité ouverte à l'origine à tout homme robuste permet d'obtenir le statut de chevalier. Certaines parties de tournois sont en revanche strictement réservées aux chevaliers et militaires. D'autres variantes, un peu moins violentes, sont introduites à partir des XIIIe et XIVe siècles : joute équestre (à ne pas confondre avec le tournoi) et pas d'armes, notamment. D'autres activités, qui permettent cette fois la participation de tous, découlent également des sports des chevaliers : la joute nautique en particulier, qui est pratiquée depuis au moins le XIIe siècle en France. 

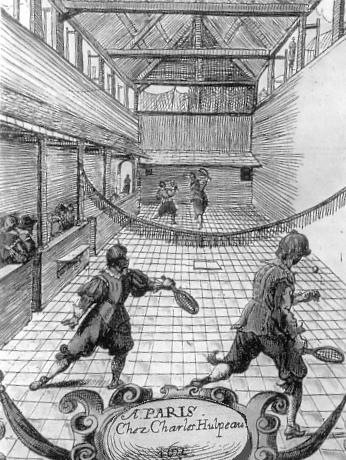
Jeu de paume.

Le peuple reste donc le plus souvent spectateur en matière de tournois et autres joutes équestres, mais ce n'est pas le cas du jeu de paume, qui s'impose comme le sport roi en France du XIIe au XVIIIe siècle. Joué d'abord à mains nues, le battoir est inventé au XVe siècle, puis la raquette avec cordage en chanvre ou en boyau est introduite en 1505. Cette innovation se répand très rapidement, et dès 1510, les raquettes deviennent courantes. Le jeu de paume, qui sera à l'origine du tennis et de la pelote basque notamment, est alors une véritable passion française qui culmine aux XVe et début du XVIe siècle. La France est couverte de terrains de jeu de paume, extérieurs ou couverts. Dans The View of France de Sir Robert Dallington (1561-1637), publié en 1604 à la suite d'un séjour en France en 1598, ce maître d'école anglais nous apprend que la France est « un pays semé de jeux de paume, plus nombreux que les églises et des joueurs plus nombreux que les buveurs de bière en Angleterre. », avant de conclure : « Les Français naissent une raquette à la main ». Le 9 novembre 1527, par lettres patentes du roi de France, François Ier officialise le professionnalisme sportif, en jeu de paume notamment. Ce texte révolutionnaire met en effet sur le même plan les gains d'un joueur de paume et les fruits du travail : « tout ce qui se jouera au jeu de paume sera payé à celui qui gagnera comme une dette raisonnable et acquise par son travail ». Depuis bien longtemps déjà, paris et enjeux ont transformé de fait cette activité sportive en métier pour beaucoup. Louis XIII puis Louis XIV tentèrent de juguler cette passion française en limitant le nombre des terrains de jeu et en introduisant d'autres activités : le billard et le sport hippique au premier chef. Au XVIIIe siècle, le jeu de paume connaît un lent déclin, mais innove pourtant en mettant sur pied le premier championnat du monde, tous sports confondus, en 1740. Vainqueur du tournoi, le Français Clergé est ainsi le premier champion du monde de l'histoire du sport.
L'apogée du jeu de paume coïncide avec la montée en puissance de l'humanisme dont les auteurs, de Rabelais à Mercurialis en passant par Montaigne, mettent sur le même plan éducation intellectuelle et éducation physique. Blaise Pascal utilisa même le jeu de paume dans ses démonstrations : « Qu'on ne me dise pas que je n'apporte rien. C'est la disposition des matières qui est nouvelle : quand on joue à la paume, c'est la même balle que l'on joue l'un et l'autre mais l'un de nous la place mieux. » (Pensées, publiées en 1670). Cette leçon est très bien assimilée par les Britanniques qui découvrent au début du XVIIe siècle les joies et les vertus du sport. En revanche, la leçon est oubliée par les philosophes des Lumières et la France, jadis place forte du sport, s'en désintéresse. Cette situation perdure jusqu’à nos jours chez une certaine frange de l'élite intellectuelle qui considère le sport comme vulgaire voire dangereux. Certains auteurs hexagonaux comparent même le sport à une forme de peste.

### Depuis la Révolution

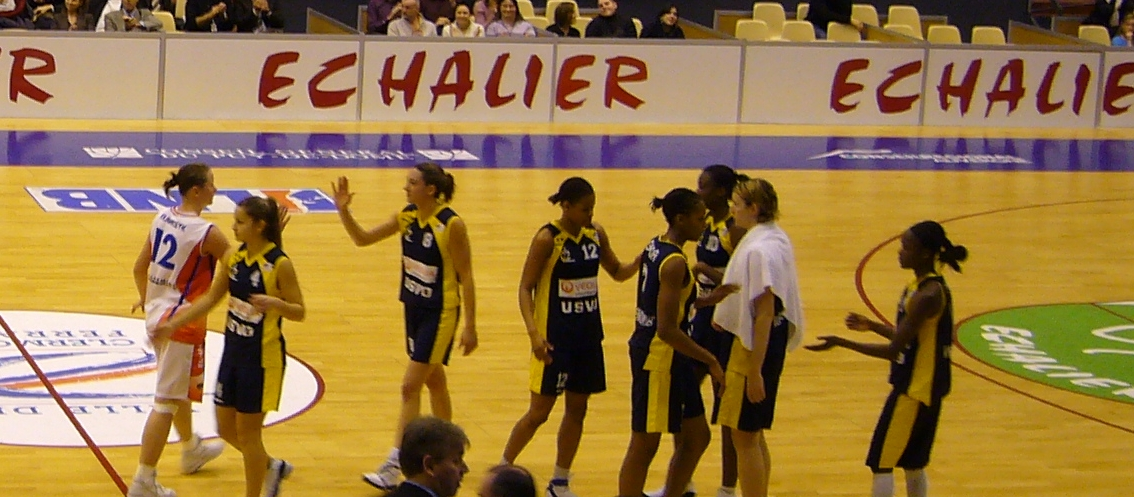
Basket-ball professionnel féminin.

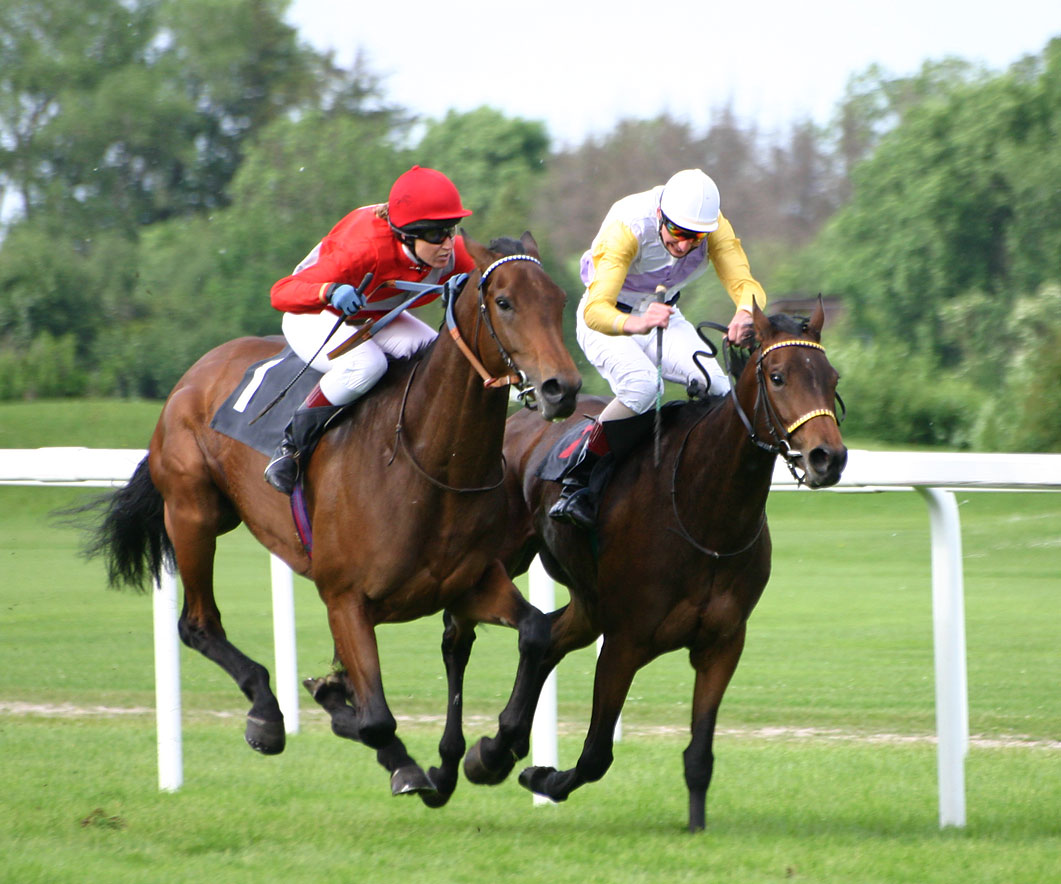
Sport hippique.

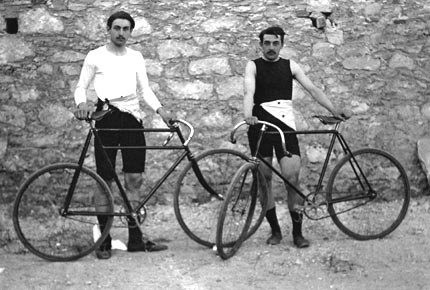
Cyclisme.

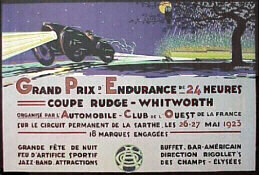
24 heures du Mans (1923).

Depuis les Lumières qui marquent en France la chute de la pratique, le sport est « ringardisé » par les intellectuels. Une commission sur l’enseignement de la gymnastique diligentée par le ministère de l’Instruction publique signale ainsi en 1868 que « Depuis longtemps, on remarque que les élèves ne jouent plus, que les récréations se passent en promenades et conversations, surtout chez les élèves des classes supérieures, ce qui n'est pas fait pour les reposer des travaux intellectuels assidus ». Les intellectuels qui avouent leur penchant pour le sport resteront ainsi l'exception jusqu’à l'extrême fin du XXe siècle. Citons pour l'exemple Albert Camus. La victoire de l'équipe de France de football à l'occasion de la Coupe du monde de football en 1998 modifie un peu la donne.
La Révolution n'est pourtant pas hostile au sport et organise même des Olympiades de la République à Paris en 1796, 1797 et 1798. À cette occasion, les premiers chronométrages sont effectués en athlétisme tandis que pour la première fois également le système métrique est utilisé dans des compétitions sportives.
Le sport le plus prisé en France durant les deux premiers tiers du XIXe siècle est le sport hippique. Les courses de chevaux passionnent les foules et les hippodromes qui sortent alors de terre illustrent parfaitement ce fait. Nombre de courses prestigieuses sont d'ailleurs créées à cette période : prix du Jockey Club (1836), prix de Diane (1843) ou Grand Steeple-Chase de Paris (1874).
À la fin du siècle, le cyclisme s'impose comme le sport le plus populaire. Les premiers « veloce-clubs » sont fondés en 1868. On en compte une centaine en 1887, plus de 300 en 1891 et près de 1400 en 1895. La petite reine permet la mise en place dès les années 1870 de compétitions professionnelles suivies par des médias spécialisés. Le cyclisme n'innove toutefois pas dans ces domaines car il existait déjà une presse spécialisée suivant le sport hippique en France dès les années 1820. Les jockeys sont professionnels, tout comme les joueurs de paume, cités plus haut, ou les rameurs d'aviron. Ces derniers disputent un championnat professionnel sur la Seine depuis les années 1850. Les courses à pied sont également dotées de prix en espèces dès 1853. Pendant trois décennies, les coureurs professionnels français s'affublent de surnoms comme « Cerf Volant », « L’homme éclair » ou « l’homme vapeur ». Ainsi, le professionnalisme, déjà pratiqué par les Grecs et les Romains, fait partie intégrante du sport français avant la montée au créneau des opposants à ce système.
Au milieu des années 1880, Georges de Saint-Clair et Ernest Demay lancent une campagne de « purification » de l'athlétisme français et obtiennent l'interdiction de ces courses professionnelles. En réaction à cette politique de « purification », l'Union des sociétés professionnelles d'athlétisme est créée à Paris. Une fédération du même type se crée à Paris dans la foulée concernant la natation.
L'Union des sociétés françaises de sports athlétiques, fédération omnisports fondée le 20 novembre 1887 par les clubs parisiens du Racing Club de France et du Stade français, met particulièrement en avant sa volonté de lutter contre la professionnalisation du sport. L'USFSA qui est à l'origine de la création de la FIFA et de la rénovation des Jeux olympiques impose cette vision comme modèle pour longtemps. L'USFSA ne survit pas à la Première Guerre mondiale et le football franchit le pas du professionnalisme en 1932 en France. Il est imité, plus tard, par le rugby à XIII, hockey sur glace, basket-ball, handball, volley-ball et même le rugby à XV, qui reste pourtant, du moins officiellement,  un siècle durant le chantre de l'amateurisme en France. Les femmes ont également un statut professionnel en basket-ball, handball et volley-ball.
D'après le journaliste Daniel Paris-Clavel, la démocratisation de l'accès au sport en France « a été le fruit d’une véritable lutte de classe. À l’aube du XXe siècle, non seulement les ouvriers travaillent quotidiennement douze à seize heures par jour, six jours par semaine, pour des salaires de misère, mais la pratique du sport leur est clairement interdite. D’ailleurs, la puissante Union des sociétés françaises de sports athlétiques (USFSA), née à la fin des années 1880 et matrice des futures fédérations françaises, exige dans ses statuts que l’adhérent « ne se livre à aucune profession ouvrière ». L’accès aux compétitions comme aux terrains est la chasse gardée de la bourgeoisie : pas de place pour les gueux du stade. »
La gymnastique et l’exercice militaire sont enseignés aux garçons dans les écoles publiques à partir de 1882. Ces « bataillons scolaires » préparent les enfants à combattre dans l'hypothèse d'une guerre. La Fédération gymnastique et sportive des patronages de France (FGSPF), créée en 1898 par le clergé, prépare elle aussi la jeunesse à la guerre à travers le sport, qui doit, en développant « les forces physiques et morales de la jeunesse ouvrière, préparer ainsi au pays des générations d’hommes robustes et de vaillants soldats ». La gauche socialiste s'investit à son tour dans le sport, principalement à partir des années 1890, mais entend s'opposer à l’influence de l’Église et du militarisme. En novembre 1907, l’Union sportive du Parti socialiste (USPS) est créée et les associations sportives ouvrières se développent en région parisienne et dans le nord de la France, pratiquant  pratiquant notamment le football, la gymnastique, l’athlétisme et le basket-ball.
Des politiques de démocratisation du sport sont développées sous le Front populaire. Nommé en 1936 au premier sous-secrétariat d’État à l'organisation des loisirs et des sports, Léo Lagrange fait construire des centaines de piscines et de stades publics afin de « permettre aux masses de la jeunesse française de trouver dans la pratique des sports la joie et la santé ».
Les sports inventés ou codifiés en France sont nombreux, et dans ce domaine, seul le Royaume-Uni rivalise avec l'Hexagone. Citons ici le jeu de paume, la pelote basque, la balle au tambourin, le cyclisme, le sport automobile, le sport motocycliste, la boxe française, l'escrime sportive, le billard et la pétanque. C'est également en France que l'on trouve la plus ancienne trace écrite liée au cricket (1478), qui semble avoir été inventé en France puis exporté en Angleterre, comme ce fut également le cas pour la soule[réf. souhaitée](qui donne naissance au football, rugby à XIII, rugby à XV, football gaélique, football américain, football australien et football canadien) et du jeu de paume (à la source notamment du tennis).
De même, la France fut à l'origine de la mise en place de structures pyramidales à vocation mondiale par sport, le tout chapeauté par le Comité international olympique. Très souvent fondées à Paris, ces fédérations internationales avaient presque toutes leur siège à Paris avant de rejoindre les terres plus paisibles de la Suisse. Aujourd'hui, seules subsistent en France la Fédération internationale de balle au tambourin à Montpellier, la Fédération internationale de polo à Vineuil-Saint-Firmin, la Fédération internationale du sport automobile à Paris et la toute jeune Fédération internationale de football américain basée en banlieue parisienne, à La Courneuve.
De prestigieuses compétitions sont également nées en France. Outre les épreuves disputées exclusivement dans l'Hexagone comme le Tour de France, les 24 heures du Mans, le Bol d'or, le Grand Prix automobile de France et les Internationaux de France de tennis, les Jeux olympiques, la Coupe du monde de football, le Championnat d'Europe de football et la Ligue des champions sont des créations françaises.[réf. nécessaire] Parmi les dirigeants qui furent à l'origine de ces épreuves, il y a Pierre de Coubertin, Jules Rimet, Henri Delaunay et Henri Desgrange.

## Organisation
Le sport en France est organisé, à l'image du pays, de façon pyramidale. Le ministère de la Jeunesse et des Sports couvre l'ensemble du phénomène sportif français et délègue à des fédérations l'organisation effective de chaque discipline. Le Comité national olympique et sportif français assure pour sa part le lien entre les autorités politiques, les fédérations sportives et le Comité international olympique.
- Catégorie:Fédération sportive en France

### Sport dans le système éducatif français

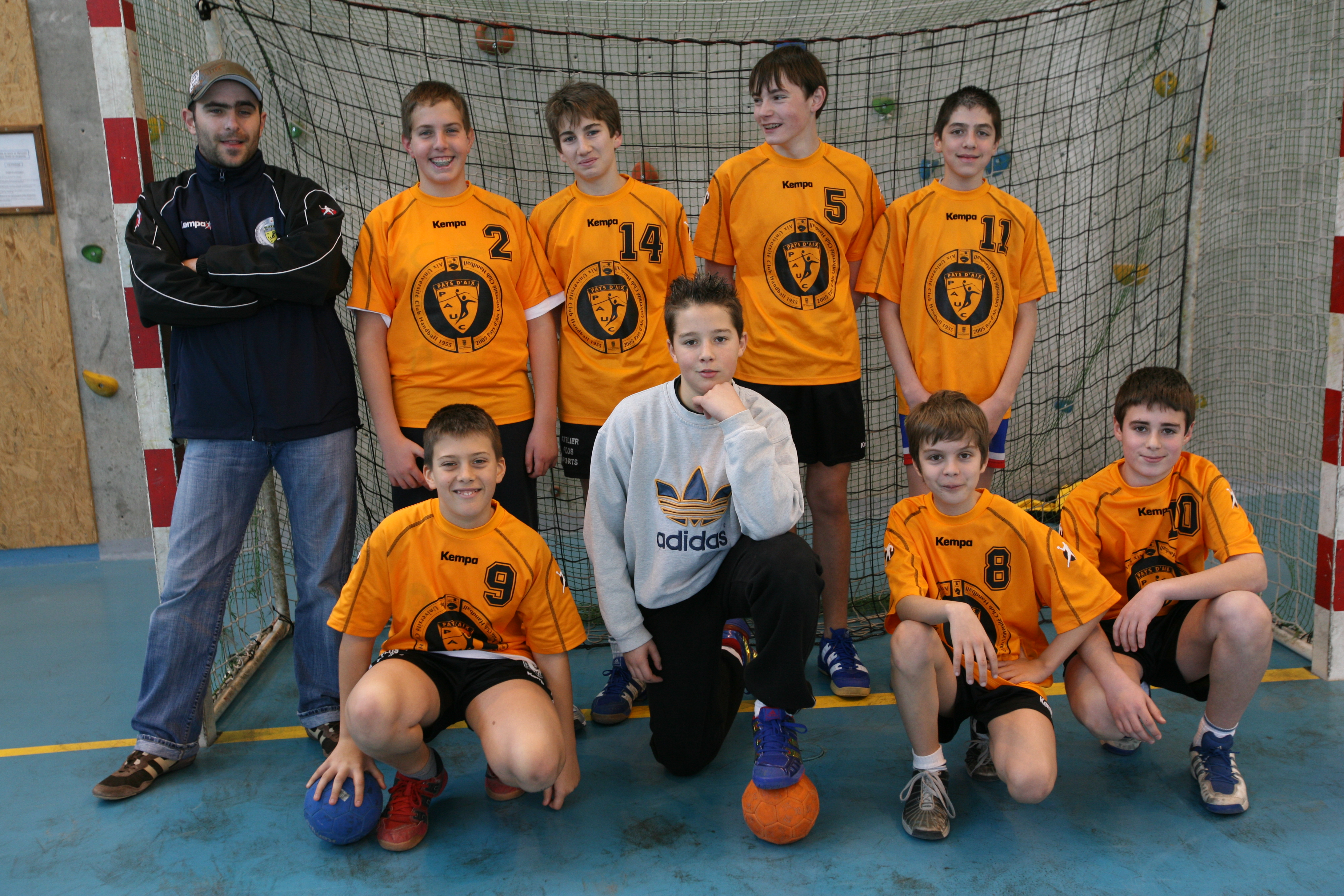
Équipe scolaire de handball

En France, il existe différentes formes de sport à l'école.
 
Le sport est enseigné principalement dans les cours obligatoires d'éducation physique et sportive (EPS). À travers la pratique des activités physiques, sportives et artistiques, l'EPS a pour but de former des citoyens cultivés, lucides, autonomes, physiquement et socialement éduqués.
En plus de l'enseignement obligatoire, certains cursus scolaires du secondaire bénéficient d'un enseignement complémentaire en sport. Ce sont les sections sportives scolaires, anciennement « sport-étude ». 
Le sport est également présent à l'école à travers le « sport scolaire ». Cette désignation se rapporte au sport de compétition, dont la pratique est facultative, qui s'organise au sein des associations sportives scolaires. Ces structures sont fédérées par des associations nationales : l'Union sportive de l’enseignement du premier degré (USEP), Union nationale du sport scolaire (UNSS) et la Fédération française du sport universitaire (FFSU).

#### Historique
Rabelais publie son Gargantua en 1534 prescrivant pour l’éducation humaniste de son élève un solide programme sportif. Gargantua pratique le jeu de paume tandis que l’écuyer qui l’enseigne à l’art de la chevalerie est symboliquement nommé Gymnaste par Rabelais. De fait, c’est un manifeste humaniste qui met notamment au même plan l’éducation intellectuelle et l’éducation physique.
L'introduction du sport dans le cursus scolaire date en France du 14 mars 1850 à la suite de l'adoption de la loi Falloux concernant l’éducation physique facultative en milieu scolaire. Le 2 décembre 1854, le décret du ministre de l’Instruction Publique Hippolyte Fortoul introduit la gymnastique facultative dans les lycées français. L'éducation physique et sportive (EPS) devient obligatoire le 27 janvier 1880 (Loi George).
Le premier diplôme de la profession est le certificat spécial d’enseignement de la gymnastique, institué le 25 novembre 1869. Il n'est toutefois pas obligatoire pour enseigner l'EPS qui est jusque-là le fait de militaires ou de professeurs de gymnastique privés. Aujourd'hui, la licence STAPS suivie du Master Métiers de l'Enseignement, de l'Éducation et de la Formation est la filière classique pour préparer le CAPEPS (certificat d'aptitude au professorat d'éducation physique et sportive).

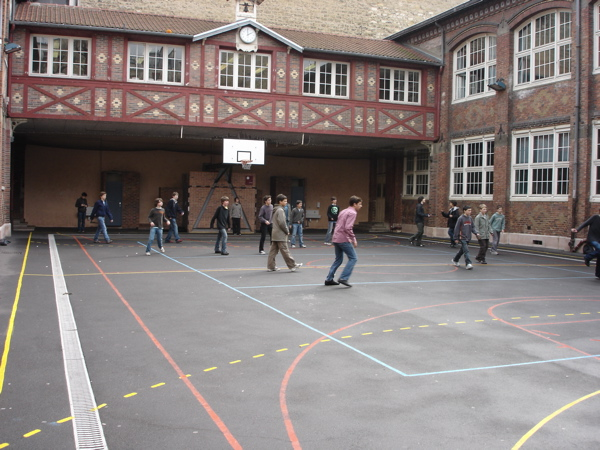
École alsacienne (Paris)

L'École alsacienne (Paris) qui se dote d'un gymnase en 1881 créée en son sein « La société sans nom » en 1880 ; c'est le premier club sportif scolaire français. En 1885, on joue déjà au rugby à l'École alsacienne et au lycée Lakanal, deux établissements parisiens.
Avant cette date, l'athlétisme est pratiqué dans des établissements dont les anciens élèves forment des clubs comme le Racing Club (1882) par des anciens du lycée Condorcet, du lycée Janson-de-Sailly et de l'École Monge, ou le Stade français (1883) par d'anciens du lycée Buffon et du lycée Saint-Louis.
Les premiers « lendits », compétitions sportives scolaires, ont lieu à Paris en juin 1889. Douze disciplines sont au programme de ce premier rendez-vous officiel du sport scolaire de compétition en France : cyclisme, jeu de paume, lancer du disque, marche, course à pied, aviron, natation, équitation, saut en longueur, escrime, tir et boxe française.
Le mouvement touche la province dès le début des années 1890. Ainsi, à Toulouse ce sont des lycéens qui disputent la première partie de rugby jouée dans la ville rose en 1893.
Ces clubs sportifs scolaires mettent sur pied des compétitions locales avant la fondation en 1938 de l'Office du sport scolaire et universitaire (OSSU). Depuis 1945, les établissements du second degré sont obligés d'avoir une association sportive. L'OSSU devient ASSU en 1962 puis se scinde en deux branches en 1975 : Union nationale du sport scolaire et Fédération française du sport universitaire.

### Formation des sportifs de haut niveau
Avant les années 1960, la formation sportive dans le cadre scolaire était nettement déficiente en France. L'initiation sportive n'apparait qu'en 1962 dans les programmes d'éducation physique. Afin de compenser cette carence expliquant en partie l'absence criante de « culture sportive » en France, l'État a mis en place des structures spécialisées : les sections sports-études. Ces établissements qui combinent apprentissages classiques et sport de haut niveau voient le jour dans les années 1960 après les résultats catastrophiques enregistrés lors des olympiades de 1960 et 1964. Collèges et lycées sont concernés et le maillage du territoire est complet avec au moins un établissement disposant d'une section sports-études par département.
Les sections sports-études assurent la base de travail de formation, mais ce dernier doit être poursuivi au sein de pôles plus spécialisés : les " pôles espoirs ". Chaque fédération sportive possédant un label haut niveau délivré par le ministère des sports et sa commission nationale du sport de haut niveau, dispose de plusieurs de ces pôles. L'INSEP héberge quelques-uns de ces pôles. Dans certains sports plus structurés comme le football, la formation spécialisée est assurée au sein de centres de formation intégrés aux clubs professionnels.

### Installations sportives

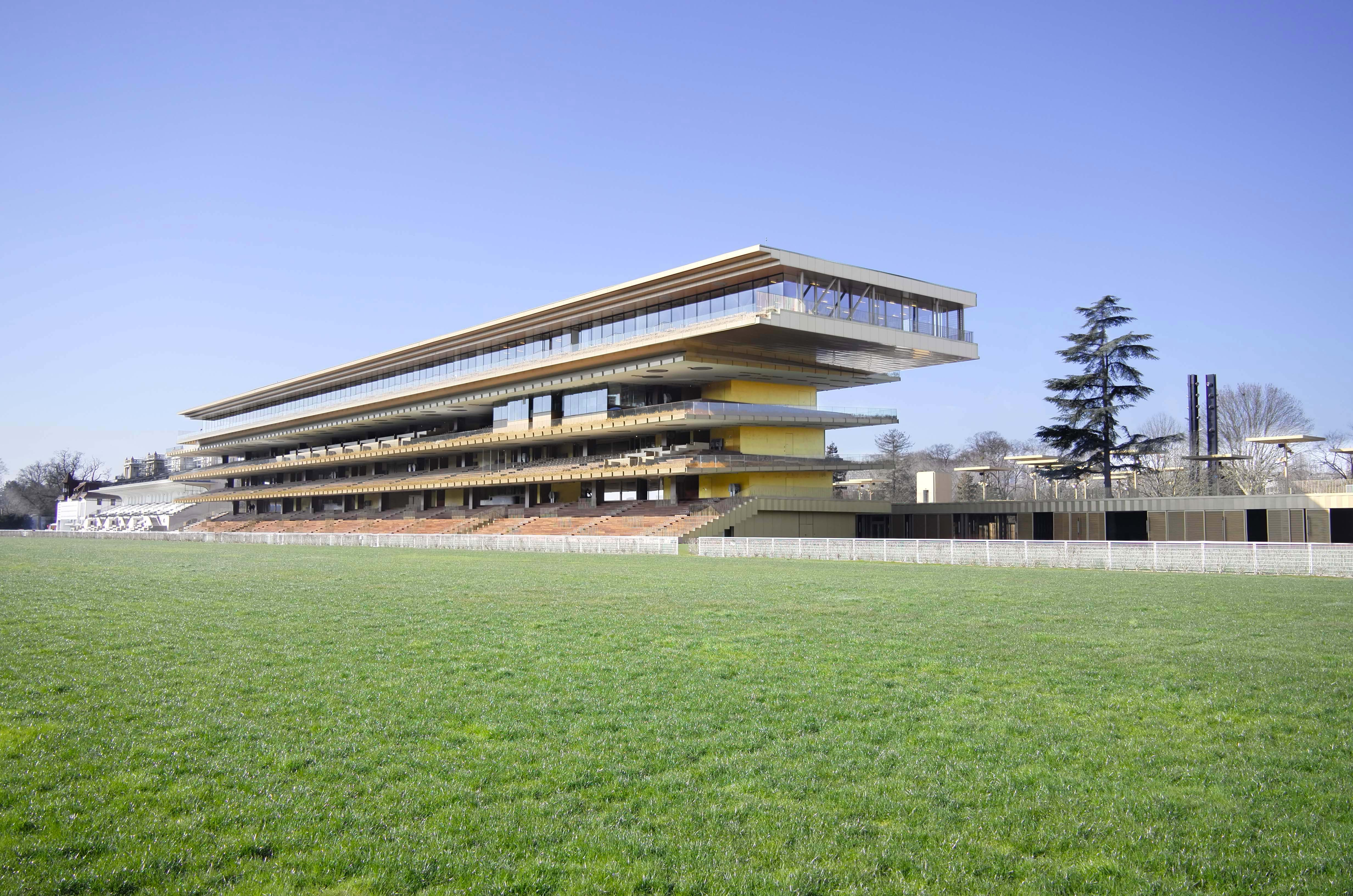
Hippodrome de Longchamp

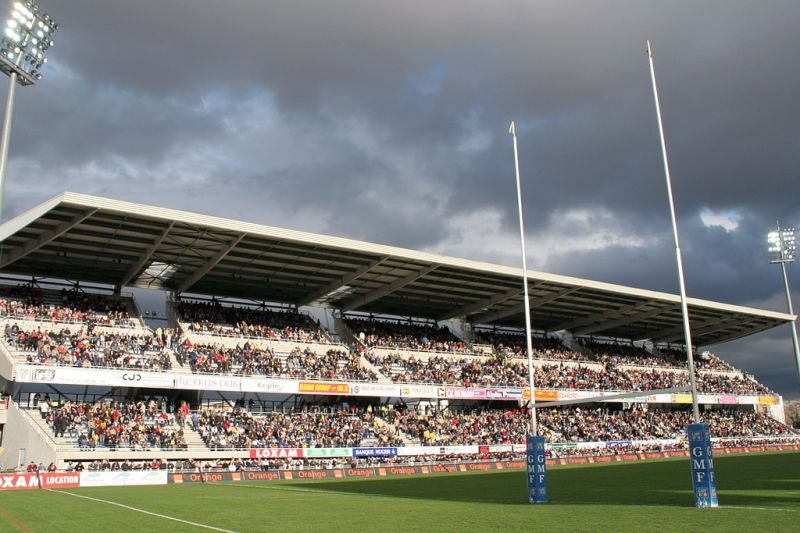
Parc des Sports Marcel-Michelin à Clermont-Ferrand

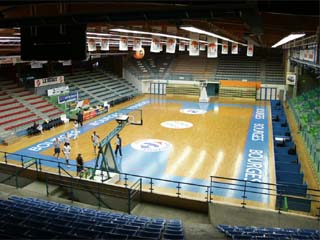
Le Prado à Bourges.

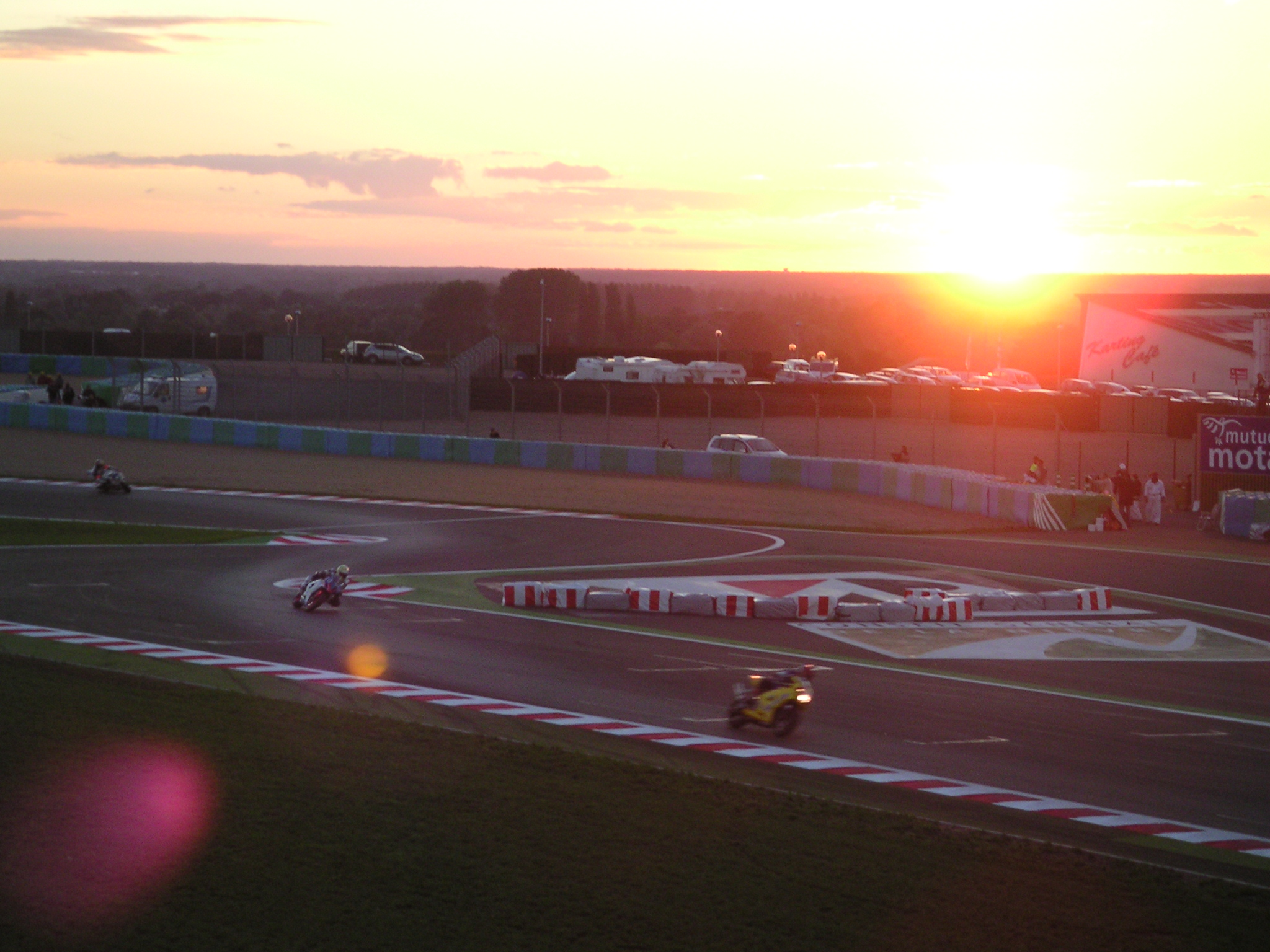
Circuit de Magny Cours (Bol d'or 2005).

La France a connu plusieurs phases de construction d'édifices destinés à la pratique sportive. Outre les monuments gallo-romains dont les arènes de Nîmes sont l'un des plus prestigieux représentants, la floraison de salles de jeu de paume des XVe et XVIe siècles fut gommée dès le XVIIIe siècle en transformant ces installations sportives en tavernes ou entrepôts. Après le jeu de paume, la France se passionne pour les courses de chevaux et plusieurs centaines d'hippodromes, dont une dizaine à Paris et dans ses environs, sont construits au XIXe siècle.
Certains de ces hippodromes sont démantelés entre la fin du XIXe siècle et le début du XXe siècle pour accueillir les nouvelles enceintes nécessaires à la pratique du cyclisme puis du football et du rugby : les stades vélodromes. Le stade de Colombes, qui est stade olympique en 1924, était à l'origine un hippodrome, transformé en stade de football et de rugby en 1907. Longtemps presque tous stades vélodromes, les stades français se débarrassent de leurs pistes cyclistes principalement des années 1960 aux années 1980, tels le parc des Princes (1972) et le stade Vélodrome (1983). Le stade de France et ses tribunes amovibles permettant d'accueillir de l'athlétisme fait désormais figure d'exception. Les stades de football et de rugby comptant entre 20 000 et 60 000 places ne possèdent plus de pistes d'athlétisme. Certains stades de plus modestes dimensions conservent toutefois leurs installations d'athlétisme ; le stade Dominique-Duvauchelle (12 150 places) à Créteil ou le Stadium Lille Métropole (16 664 places) à Villeneuve-d'Ascq par exemple.
Les premières constructions de gymnases en France remontent à 1818 avec l'ouverture le 1er février du gymnase de l’Institution Durdan de l'Espagnol Francisco Amoros. L'année suivante, les sapeurs-pompiers de Paris se dotent d’un gymnase. L’École de Joinville voit le jour en 1952. Réservée d’abord aux militaires, elle assure une formation en gymnastique et contribue à son essor en France. L’Union des sociétés de gymnastique de France fondée en 1873 compte ainsi plus de 250 clubs affiliés en 1875 et on assiste alors à la construction de gymnases qui ne sont plus seulement réservés aux militaires. Ces installations sont presque exclusivement destinées à la pratique de la gymnastique. À Paris, le nombre des gymnases passe de 18 à 48 de 1870 à 1914.
Il faudra attendre les années 1950 pour voir la France se couvrir de gymnases modernes centrés sur des terrains de handball, le sport de salle qui nécessite le plus grand terrain. Ces gymnases se trouvent généralement liés à des établissements scolaires. Ils accueillent les pratiquants scolaires en journée puis les pratiquants en club en soirée. Parfois équipés de petites tribunes, ces gymnases n'ont pas les dimensions des palais omnisports dont se dotent les plus importantes villes depuis la fin du XIXe siècle déjà. Les vélodromes couverts permettent en effet de disputer des rencontres de basket-ball ou de tout autre sport de salle sans difficulté. Le vélodrome d'Hiver de Paris (1909-1959) a très tôt accueilli ces sports de salle afin d'étoffer son calendrier qui ne se limitait pas seulement au cyclisme.
Avec la démolition du Vél’ d'Hiv’ en 1959, Paris manque d'une grande salle que les 4 500 places du stade Pierre-de-Coubertin ne parviennent pas à compenser. Le palais omnisports de Paris-Bercy (15 000 places) est inauguré en 1983 pour combler cette lacune. La situation parisienne est significative d'une carence française en matière de salles de grande dimension. Pau s'est dotée d'une salle de plus de 7 700 places en 1991, le palais des sports de Pau, Le Mans dispose de 6 000 places à Antarès depuis 1995 et Strasbourg inaugura en 2003 le Rhénus Sport de 6 200 places. Toutes les autres salles françaises comptent moins de 6 000 places.

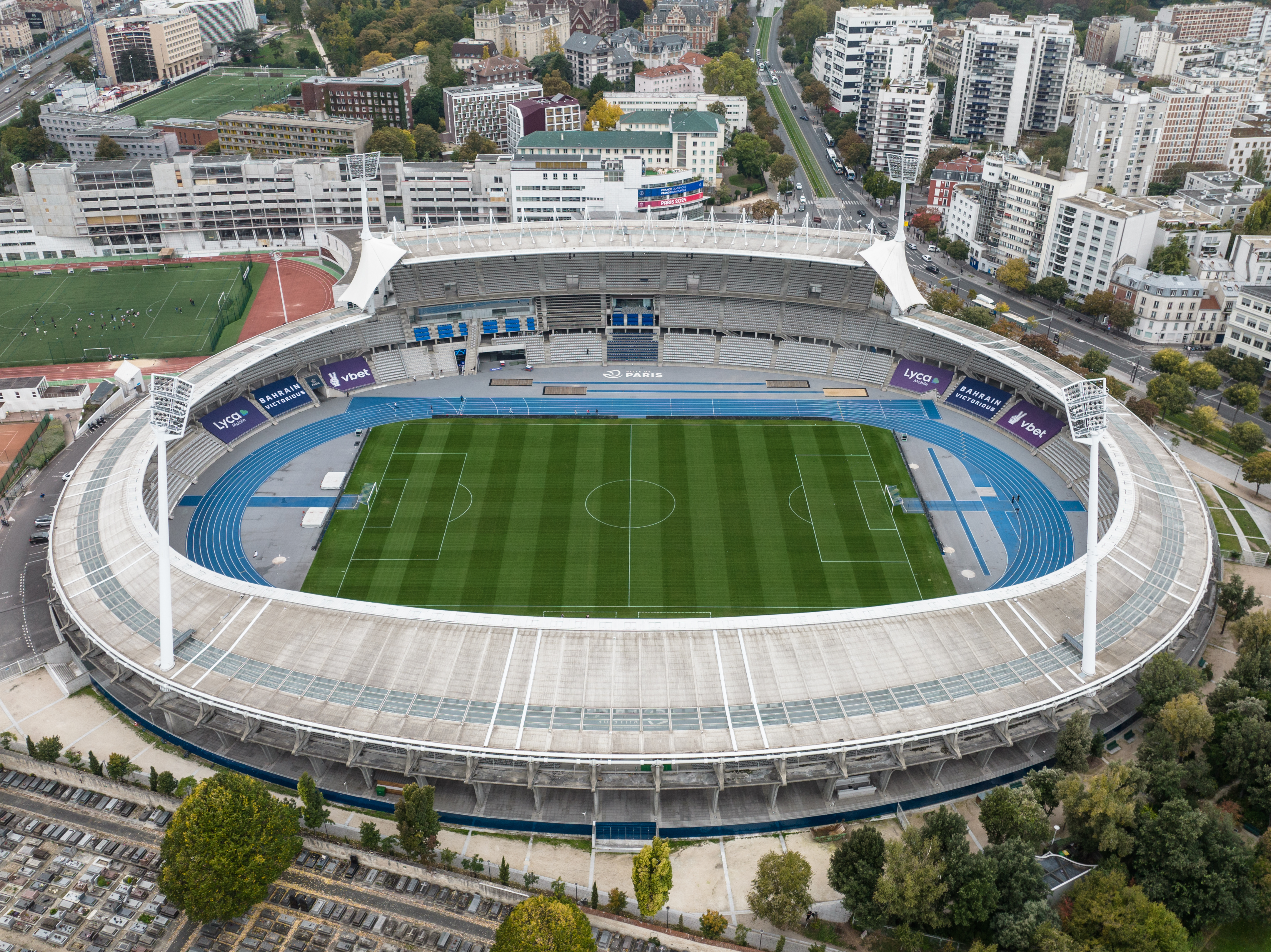
Le Stade Charléty à Paris.

Même type de carences en matière de patinoires et de piscines olympiques. La construction du premier bassin à fond de bois avait pourtant permis la création d’une École impériale de natation à Paris dès 1804. À l'identique du stade de Colombes, l'organisation des JO de 1924, induit la construction de la piscine des Tourelles (bassin olympique). Afin de compenser ces manques, l'État transforma l'École de Joinville en INSEP en 1945. Les installations vieillissantes de ce pôle majeur du sport de haut niveau français sont actuellement en cours de restauration. Attendus depuis plusieurs décennies, ces travaux sont programmés sur plusieurs années.
Les sports mécaniques utilisent des circuits dont certains sont devenus mythiques, Le Mans en premier lieu. Citons également ici le circuit Paul-Ricard, le circuit en ville à Pau et le récent circuit de Nevers Magny-Cours.
Le premier parcours de golf du continent européen (hors Îles britanniques, donc) fut inauguré en 1856 à Pau. Il s'agissait à l'origine d'un terrain destiné aux militaires britanniques retraités dans la région.
- Liste de stades en France
- Catégorie:Équipement sportif en France

### Compétitions

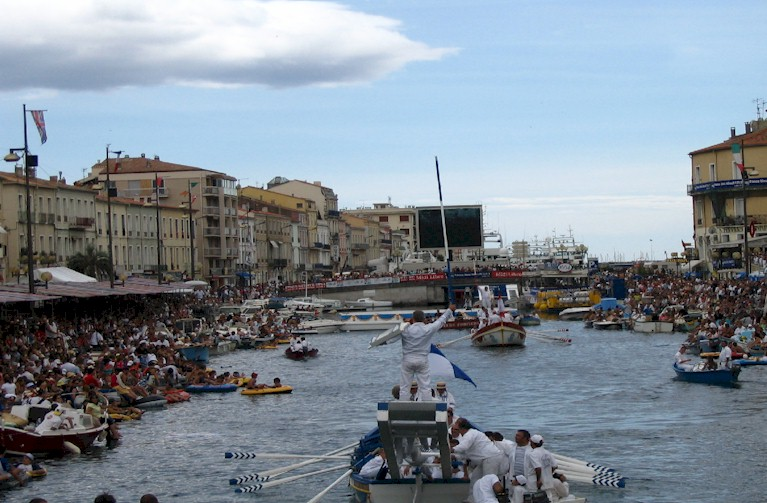
Grand Prix de la Saint-Louis à Sète en 2006.

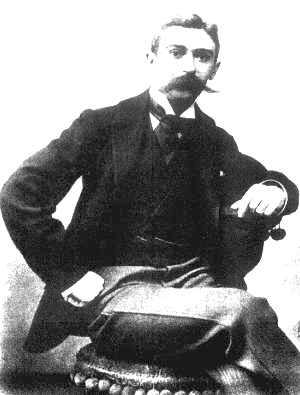
Le baron Pierre de Coubertin.

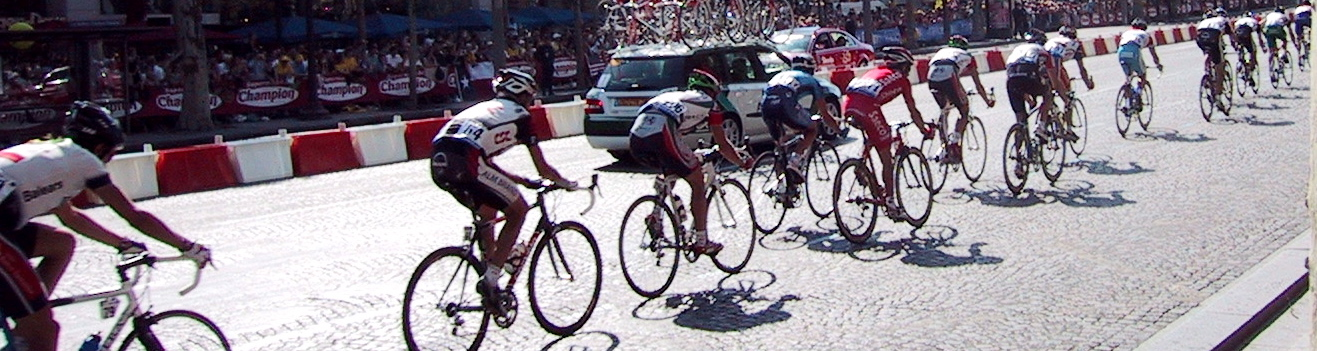
Les coureurs du Tour de France 2004 sur les Champs-Élysées.

Parmi les plus fameux rendez-vous sportifs de la France d'Ancien Régime, signalons le mois de jeux donné à Paris du 1er juin au 30 juin 1559 après la signature de la paix de Cateau-Cambrésis qui devaient culminé le dernier jour avec un mariage franco-espagnol. Ces festivités sportives comprennent notamment des joutes équestres et sont marquées par un accident mortel le dernier jour. Le roi de France Henri II est en effet mortellement blessé au cours d’une joute équestre signant du même coup l’arrêt de mort des tournois, joutes équestres et autres pas d’armes. Henri II était un sportif complet qui excellait aussi bien en joutes qu’en jeu de paume, et même en soule.
Comme déjà indiqué, le jeu de paume donna l'occasion en 1740 de voir se disputer à Paris le premier championnat du monde de l'histoire du sport puis la capitale reçut en 1796, 1797 et 1798 les Olympiades de la République sur le Champ de Mars. Parmi les plus anciennes compétitions, n'oublions pas le Grand Prix de la Saint-Louis de Joute nautique qui se dispute chaque année à Sète depuis 1743. Bernard Betti remporte la 265e édition du tournoi le 27 août 2007.
Le Tour de France créé par Henri Desgrange en 1903 reste le « plus grand spectacle gratuit du monde », comme l'annonce ses organisateurs. Il est dès l'origine sujet à des passions de la part des spectateurs et des médias. C'est un rendez-vous incontournable du calendrier sportif français. Le mois de juillet lui est consacré. Antoine Blondin eut ce mot dans L'Équipe en 1960 : « Le général de Gaulle gouverne la France onze mois sur douze ; en juillet, c'est Jacques Goddet ».
Les épreuves internationales des 24 heures du Mans, du Bol d'or, du Grand Prix automobile de France et des Internationaux de France de tennis constituent d'autres dates importantes de l'agenda sportif français. Les épreuves nationales les plus importantes sont les championnats et coupes de football (Ligue 1 et Coupe de France), rugby à XV (Top 14) et basket-ball (Pro A et Ligue féminine de basket) principalement. Hockey sur glace, handball et volley-ball se pratiquent également avec un statut professionnel. Les sports individuels comprennent également des calendriers pros à l'image du golf, du tennis et du cyclisme notamment. L'athlétisme devrait à terme également disposer en France d'un calendrier national professionnel avec le Lagardère Athlé Tour.
Nombre de prestigieuses compétitions internationales sont nées en France. Pierre de Coubertin est à l'origine de la rénovation des Jeux olympiques. De même, Jules Rimet et Henri Delaunay mettent au monde la Coupe du monde de football, Henri Delaunay invente le Championnat d'Europe de football tandis que la rédaction du journal du L'Équipe créé la Ligue des champions. Nombre d'éditions de ces rendez-vous majeurs du calendrier sportif mondial se sont tenues en France : Jeux olympiques d'été de 1900, Jeux olympiques d'été de 1924, Jeux olympiques d'hiver de 1924, Jeux olympiques d'hiver de 1968, Jeux olympiques d'hiver de 1992, Coupe du monde de football de 1938, Coupe du monde de football de 1998, Coupe du monde de rugby à XV 2007, Coupe du monde de rugby à XV 2023 et Jeux olympiques d'été de 2024 notamment.
- Catégorie:Événement sportif en France

## Pratique du sport compétitive et en loisir

### Accessibilité du sport

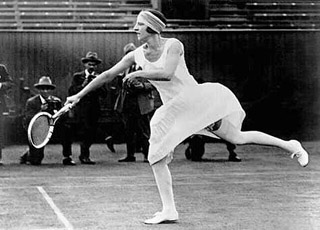
Suzanne Lenglen.

De nombreux rois de France étaient férus de sport. Citons Louis X, Jean II, Charles V, Charles VI, Charles VIII, Louis XII, François Ier et Henri IV qui s'adonnaient au jeu de paume. La pratique sportive populaire, qui laissa longtemps beaucoup moins de traces que celles des couches aisées, donne, à tort, l'image du sport réservé à une élite. Nombre de sources indiquent pourtant clairement que la pratique populaire était très répandue et posait même des problèmes de productivité économique, comme le note le prévôt de Paris le 22 juin 1397 pour justifier son interdiction de la pratique du jeu de paume tous les jours, sauf le dimanche : « parce que plusieurs gens de métier et autres du petit peuple quittaient leur ouvrage et leur famille pendant les jours ouvrables, ce qui était fort préjudiciable pour le bon ordre public ». Il est à noter que cette interdiction n'eut aucun effet, au même titre que les interdits du même type émanant de l'Église, du roi ou des seigneurs locaux dix siècles durant... Pour des raisons démographiques, la France pouvait se permettre ces interdictions de principe, contrairement à l'Angleterre qui manqua longtemps cruellement de bras (cinq Français pour un Britannique au Moyen Âge) et qui réprima plus durement la pratique sportive populaire jusqu'en 1595, date de l'abandon tardif de l'arc pour le mousquet par l'armée anglaise.
Au XIXe siècle, en revanche, les classes aisées tentent d'imposer la pratique sportive comme une sorte de privilège social. On assiste alors à la mise en place de clubs réservant leur accès seulement aux meilleures familles. Afin d'écarter les intrus qui auraient des capacités sportives, cette école mena une lutte farouche contre le professionnalisme. Ceci n'empêcha pas le maintien du cyclisme professionnel depuis les années 1870 ou la tenue d'un championnat de Paris de football professionnel entre 1896 et 1907. Le « sport pour tous » est un concept qui s'impose lentement ; idem pour le sport féminin. Les femmes restent longtemps interdites de pratiquer certaines disciplines. Les débats concernant la pratique féminine du football ou du cyclisme ont même généré une très copieuse littérature. Ces deux disciplines n'ont d'ailleurs, aujourd'hui encore, pas atteint, tant s'en faut, leur régime de croisière en France. Ainsi, les femmes peuvent évoluer en France avec un statut professionnel en basket-ball, handball, volley-ball notamment, mais pas en football[réf. obsolète]. Seul le contrat fédéral, désormais obligatoire en National, CFA et CFA2, et selon certaines règles en Division d'Honneur pour les hommes, est autorisé aux femmes depuis le 20 mars 2009, ce qui est un premier pas vers une possible professionnalisation.

### Reconnaissance sociale des sportifs professionnels

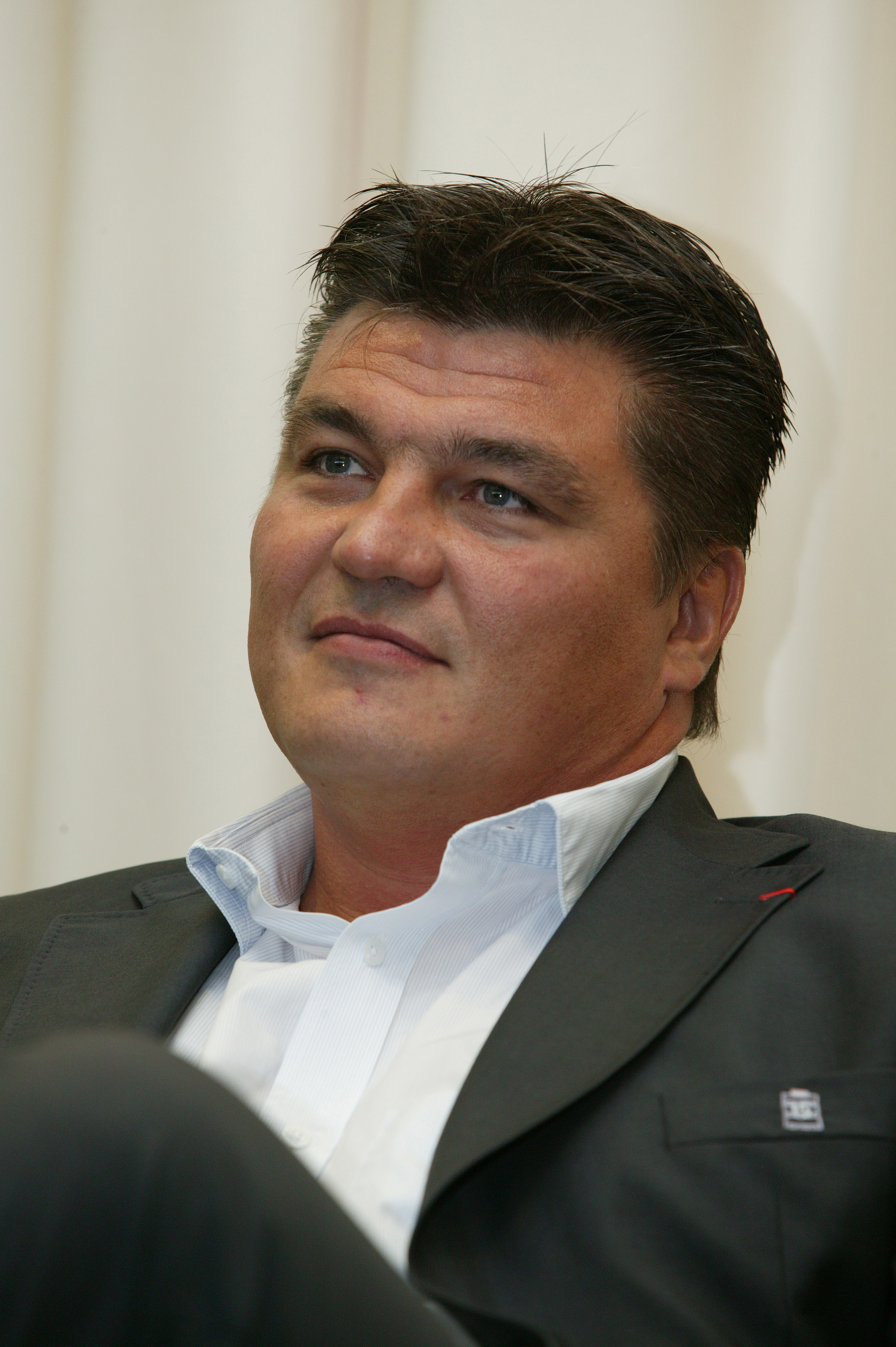
David Douillet.

Jusqu'aux dernières années, il n'existe pas en France de Panthéon du sport à l'image des « hall of fame » nord-américains. De nombreux sportifs sont ainsi adulés pendant leur carrière, mais la « petite mort » de la retraite sportive est le plus souvent marquée par l'oubli. La nouvelle génération remplace la précédente, et les noms des anciens sportifs restent parfois des références nébuleuses pour beaucoup. C'est l'un des points faibles du sport français : le manque d'une véritable culture sportive. Ce problème est plus évident à observer au sujet des sportifs, car les clubs parviennent, tant bien que mal, à maintenir une sorte de service minimum dans la mémoire collective. Aussi, dresser une simple liste des plus grands sportifs français est problématique. L'Équipe s'y attela en 2000 en s'intéressant au seul XXe siècle. Cette liste limitée à treize noms prête évidemment à controverses. L'Équipe oblige, on retrouve ainsi trois cyclistes. Classés ici par ordre alphabétique : Jacques Anquetil, Serge Blanco, Marcel Cerdan, David Douillet, Bernard Hinault, Jean-Claude Killy, Suzanne Lenglen, Daniel Morelon, Christian d'Oriola, Michel Platini, Alain Prost, Puig-Aubert, Éric Tabarly et Zinédine Zidane. La situation évolue pendant les années 1990 avec la mise en place des premiers temples de la renommée du sport français. Le titre de « Gloire du sport » est attribué par la Fédération des internationaux du sport français depuis 1993 tandis qu'en basket-ball, l'Académie du basket-ball français honore ses anciens depuis 2004. La Fédération française de hockey sur glace, créée en 2006 par scission avec la Fédération française des sports de glace, inaugure son Temple de la renommée en 2008.

### Sport comme révélateur de problèmes sociétaux

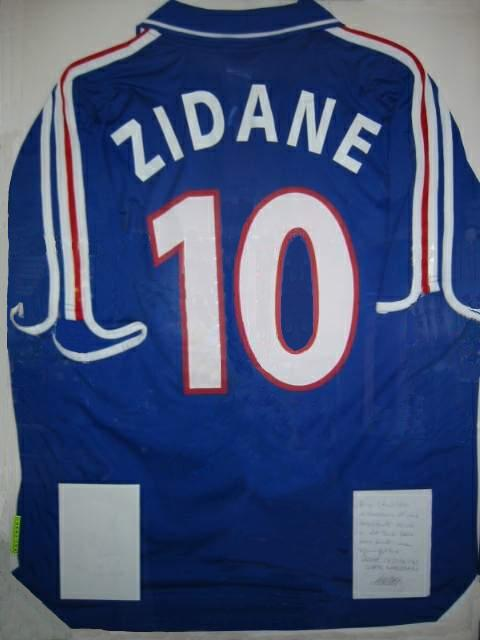
Maillot de Zinedine Zidane.

La France n'a jamais connu de problème de racisme institutionnel dans le sport comme cela est le cas aux États-Unis jusqu'aux années 1950[réf. nécessaire]. Le premier médaillé olympique noir est un rugbyman français : Constantin Henriquez en 1900. Le premier joueur noir sélectionné en équipe de France de football (Raoul Diagne) fêta sa première cape en 1931. Il évolue 18 fois chez les Bleus avant la Seconde Guerre mondiale. Le premier joueur d'origine nord-africaine sélectionné chez les Bleus est le Marocain Larbi Ben Barek. Larbi détient toujours le record de longévité en équipe de France de football : 15 ans et 10 mois de 1938 à 1954. Raoul Diagne et Larbi Ben Barek disputent ensemble un fameux match en Italie le 4 décembre 1938 face aux champions du monde en titre. Outre l'attitude déplorable du public napolitain, l'équipe de France « black, blanc, beur » naît de fait ce soir-là, et pas soixante ans plus tard comme le pensent certains[réf. nécessaire]. Le sport a en effet servi à intégrer plusieurs vagues d'immigrations, des Polonais aux Italiens, des Portugais aux Africains. Michel Platini réagit d'ailleurs assez vivement sur ce sujet : « Un jour, j'étais reçu par un adjoint au maire à Belfort en tant qu'entraîneur de l'équipe de France. Dans son discours, l'élu a parlé de moi comme un bon exemple d'intégration. J'ai failli l'insulter. J'ai été très surpris parce que je ne me suis jamais considéré comme étranger. Je n'avais jamais parlé italien, mon père non plus. Mon grand-père parlait lui aussi français. Je suis de troisième génération. Il était temps que je sois intégré ! »
Une étude de l'ANSES en 2020 révèle que « 95% de la population française adulte est exposée à un risque de détérioration de la santé par manque d’activité physique ou un temps trop long passé assis ». Toujours selon cette enquête, 5% des adultes en France ont une activité physique suffisante pour protéger leur santé : les femmes sont plus exposées que les hommes à un manque d’activité physique. Plus d’un tiers des adultes français cumule un haut niveau de sédentarité et une activité physique insuffisante : en conséquence, ils sont plus exposés au risque d’hypertension ou d’obésité et ont un taux de mortalité et de morbidité plus élevés causés par des maladies cardiovasculaires et certains cancers.

## Clubs

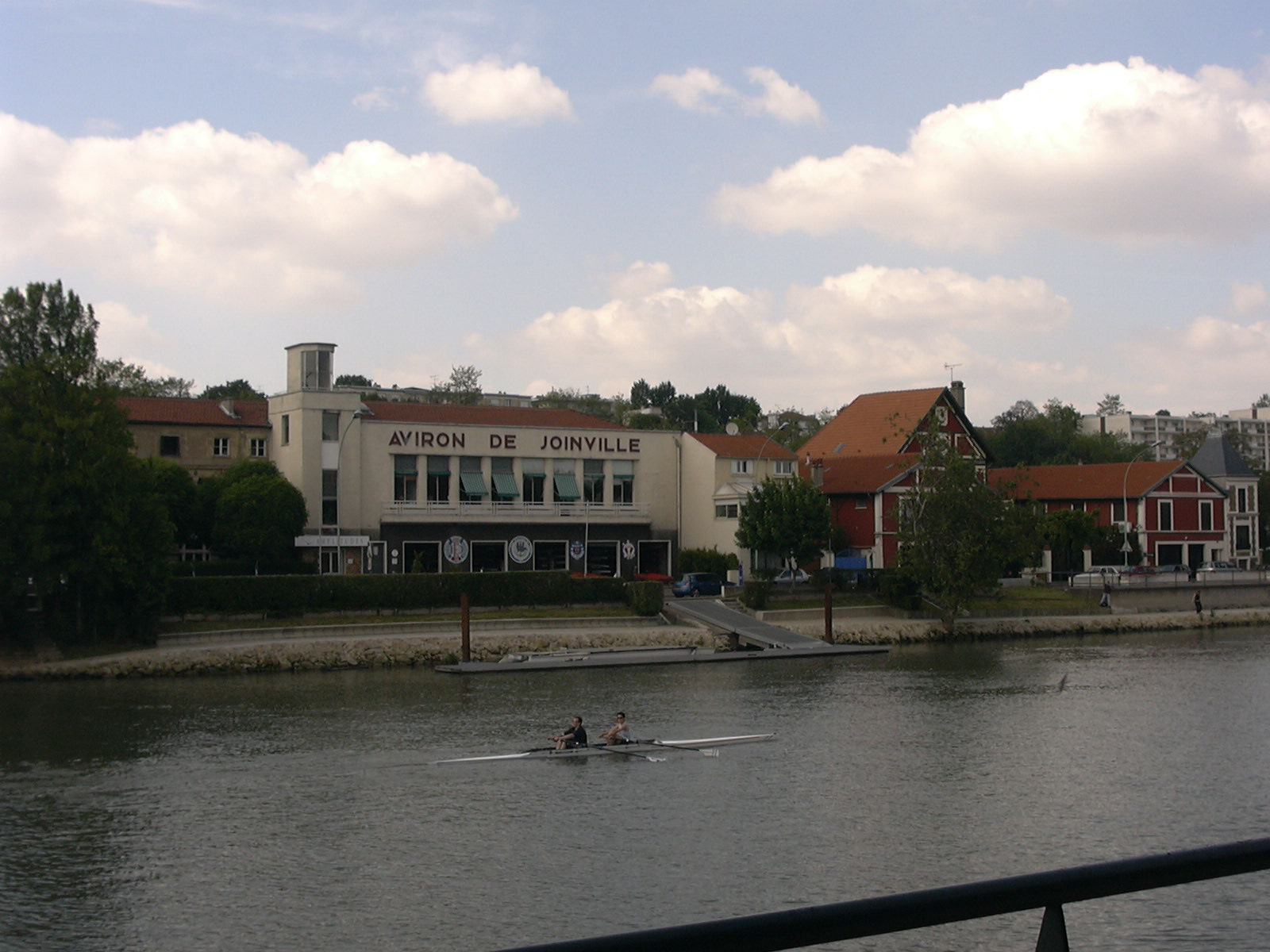
Installations de l'Aviron Marne et Joinville.

Les premiers clubs sportifs étaient le plus souvent liés à la préparation militaire : tir à l'arc, tir, escrime, équitation et même gymnastique notamment. Des clubs civils se montent toutefois dès le XIXe siècle dans ces disciplines. La gymnastique est ainsi pratiquée dans plus de 250 clubs en France en 1875.

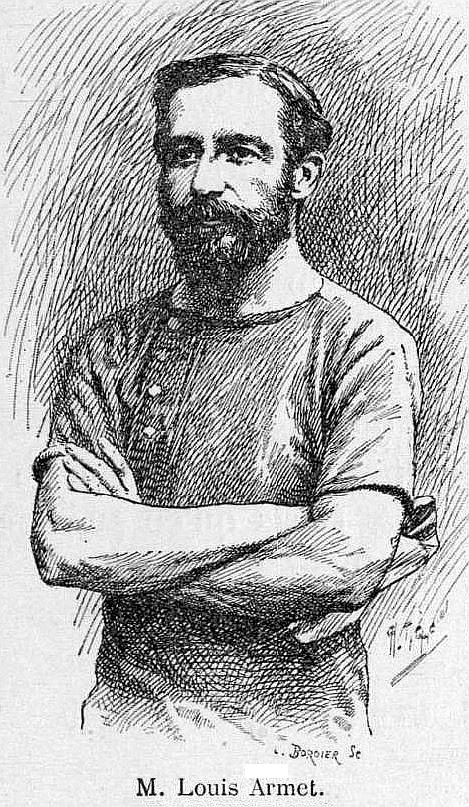
Louis Armet vers 1860 (Champion de la Seine de 1857 à 1861, en skiff).

Dans le domaine dit des « sports athlétiques », terme en usage de la fin du XIXe au début du XXe siècle, l'aviron, le cyclisme, l'athlétisme, le rugby et le football sont, dans cet ordre, à la base de nombreuses créations. L'aviron se structure sur la Seine puis sur la Marne à partir des années 1820. Les premiers clubs de cyclisme sont fondés en 1868 à Paris, Rouen et Rennes. Il faut attendre 1890 pour voir émerger les premiers clubs de football à Paris. Citons également Le Havre AC, fondé en 1872, qui pratique entre 1872 et 1894 une forme de rugby nommée la combination avant d'opter pour le football à la fin de l'année 1894.
En 1914, la France compte plusieurs milliers de clubs sportifs pour plus d'un million de membres. Juste avant le déclenchement de la Grande Guerre, 1124 clubs omnisports sont affiliés à l'USFSA, 1504 clubs omnisports catholiques à la FGSPF, 2 851 sociétés de tir à l'Union des sociétés de tir, notamment. En 1911, 1361 clubs de gymnastique à l'USGF, tandis que les clubs de cyclisme sont environ 800 en 1914.
À l'image du Racing Club de France, du Stade français ou du HAC, la majorité des clubs français sont des structures omnisports comprenant des sections consacrées à différentes disciplines. Depuis les années 1920, et l'éclatement des fédérations omnisports en fédérations spécialisées, sont ces sections qui sont reconnues par les différentes fédérations et qui ont donc titre de club à part entière.
En 2007, les sports comptant le plus grand nombre de clubs en France sont le football (18 165), le tennis (8460), la pétanque (6496), le judo (5632), le basket-ball (4453), le tennis de table (3944), le karaté (3727), le cyclotourisme (3115), l'équitation (2658), le cyclisme (2539), le handball (2393), le sport-boules (2312), et l'athlétisme (2011), le tir (1704), le rugby à XV (1659), le tir à l'arc (1639), la gymnastique (1579), le volley-ball (1549), le golf (1542), le badminton (1500), la natation (1275) le ski (1262) et la moto (1257).
Ces clubs, qu'ils soient professionnels ou amateurs, disputent des championnats organisés sous forme de pyramide et des coupes pouvant impliquer nombre d'entre eux. Ainsi, la Coupe de France de football permet à plus de 6000 clubs français de prendre part à une épreuve commune. Le modèle de la ligue fermée aux niveaux amateurs fut en usage en France de 1932 à 1970 en football. Ce fut un échec. Depuis 1970, la pyramide des championnats amateurs est reliée aux championnats professionnels par un système de promotion/relégation en fin de saison, récompensant les premiers et déclassant les derniers.

### Disparités locales
| \| Gothiques d'Amiens · Ducs d'Angers · Albatros de Brest · Diables rouges de Briançon · Drakkars de Caen · Chamois de Chamonix · Ducs de Dijon · Gamyo Épinal · Rapaces de Gap · Brûleurs de Loups de Grenoble · Pingouins de Morzine-Avoriaz-Les Gets · Dragons de Rouen · Étoile noire de Strasbourg · Lions de Lyon · Pays d'Aix UCH · USAM Nîmes · Chambéry SH · Sélestat AHB · Montpellier AHB · Dunkerque HGL · Saint-Raphaël VHB · HBC Nantes · Cesson-Rennes MHB · Tremblay-en-France HB · Istres OPH · US Créteil HB · Paris Saint-Germain HB · Fenix Toulouse · GFCO Ajaccio · Beauvais OUC · AS Cannes · Chaumont Volley-Ball 52 · ASUL Lyon Volley-Ball · Montpellier UC · Nantes Rezé MV · Narbonne Volley · Paris Volley · Saint-Nazaire Volley-Ball Atlantique · Arago de Sète · Spacer's de Toulouse · Tourcoing Lille Métropole Volley-Ball · Tours Volley-Ball · SOMB Boulogne-sur-Mer · JL Bourg-en-Bresse · Élan sportif chalonnais · Champagne Châlons Reims Basket · Cholet Basket · JDA Dijon · BCM Gravelines Dunkerque · STB Le Havre · Le Mans Sarthe Basket · Limoges CSP · ASVEL Lyon-Villeurbanne · SLUC Nancy Basket · JSF Nanterre · Orléans Loiret Basket · Paris-Levallois Basket · Élan béarnais Pau-Lacq-Orthez · SPO Rouen Basket · Strasbourg IG Basket · Aviron bayonnais · CA Brive · Castres olympique · ASM Clermont · FC Grenoble · Lyon OU · Montpellier HR · US Oyonnax · Stade français Paris · Racing Métro 92 · RC Toulon · Stade toulousain · Union Bordeaux Bègles · Stade rochelais · Paris SG · AS Monaco FC · Lille OSC · RC Lens · AS Saint-Étienne · Olympique lyonnais · Olympique de Marseille · FC Girondins de Bordeaux · FC Lorient · Toulouse FC · SC Bastia · Stade de Reims · Stade rennais FC · FC Nantes · Évian TG FC · Montpellier HSC · EA Guingamp · OGC Nice · FC Metz · SM Caen \| Clubs masculins engagés dans les principaux championnats de première division en 2014-2015. |
| Gothiques d'Amiens · Ducs d'Angers · Albatros de Brest · Diables rouges de Briançon · Drakkars de Caen · Chamois de Chamonix · Ducs de Dijon · Gamyo Épinal · Rapaces de Gap · Brûleurs de Loups de Grenoble · Pingouins de Morzine-Avoriaz-Les Gets · Dragons de Rouen · Étoile noire de Strasbourg · Lions de Lyon · Pays d'Aix UCH · USAM Nîmes · Chambéry SH · Sélestat AHB · Montpellier AHB · Dunkerque HGL · Saint-Raphaël VHB · HBC Nantes · Cesson-Rennes MHB · Tremblay-en-France HB · Istres OPH · US Créteil HB · Paris Saint-Germain HB · Fenix Toulouse · GFCO Ajaccio · Beauvais OUC · AS Cannes · Chaumont Volley-Ball 52 · ASUL Lyon Volley-Ball · Montpellier UC · Nantes Rezé MV · Narbonne Volley · Paris Volley · Saint-Nazaire Volley-Ball Atlantique · Arago de Sète · Spacer's de Toulouse · Tourcoing Lille Métropole Volley-Ball · Tours Volley-Ball · SOMB Boulogne-sur-Mer · JL Bourg-en-Bresse · Élan sportif chalonnais · Champagne Châlons Reims Basket · Cholet Basket · JDA Dijon · BCM Gravelines Dunkerque · STB Le Havre · Le Mans Sarthe Basket · Limoges CSP · ASVEL Lyon-Villeurbanne · SLUC Nancy Basket · JSF Nanterre · Orléans Loiret Basket · Paris-Levallois Basket · Élan béarnais Pau-Lacq-Orthez · SPO Rouen Basket · Strasbourg IG Basket · Aviron bayonnais · CA Brive · Castres olympique · ASM Clermont · FC Grenoble · Lyon OU · Montpellier HR · US Oyonnax · Stade français Paris · Racing Métro 92 · RC Toulon · Stade toulousain · Union Bordeaux Bègles · Stade rochelais · Paris SG · AS Monaco FC · Lille OSC · RC Lens · AS Saint-Étienne · Olympique lyonnais · Olympique de Marseille · FC Girondins de Bordeaux · FC Lorient · Toulouse FC · SC Bastia · Stade de Reims · Stade rennais FC · FC Nantes · Évian TG FC · Montpellier HSC · EA Guingamp · OGC Nice · FC Metz · SM Caen                                                                                                   |

En matière de sport, la France n'est pas toujours uniforme. Si les coureurs du Tour de France sont accueillis avec la même ferveur partout dans l'Hexagone, et même au-delà, des spécificités locales existent.
Le grand sud-ouest, au sud d'une ligne Béziers-La Rochelle, est la terre d'élection du rugby à XIII ou à XV. On surnomme d'ailleurs cette région l’Ovalie. Attention toutefois aux clichés. L'Île-de-France reste le premier comité de rugby à XV en France avec 186 clubs et plus de 26 000 licenciés. De plus, le sud-ouest ne se contente pas du seul ballon ovale. Pelote basque et course landaise sont deux disciplines locales et le surf est également pratiqué, mais comme partout ailleurs, football, basket-ball, volley-ball et handball sont solidement implantés. Ainsi, en Midi-Pyrénées, le football compte 91 413 licenciés en 2011 contre 22 114 pour le rugby à XV en 2006. À la limite Est de l'Ovalie, Sète marque le début d'une zone sportivement bien particulière. Sète est la capitale mondiale des joutes nautiques et une place forte du football, du volley-ball et du water-polo. Entre Sète et les contreforts des Cévennes en passant par Montpellier, la balle au tambourin est un sport collectif local très prisé. Il est également pratiqué en Italie. De Sète à la Camargue en longeant la côte, ce sont les joutes languedociennes qui animent principalement les villes côtières. En remontant dans les terres, jusqu’à Arles, on trouve la zone des courses camarguaises. La pétanque, qui est désormais pratiquée dans l'ensemble du pays, est toutefois plus importante qu'ailleurs dans un rayon de 200 km autour de Marseille. Le reste du pays connaît ses mêmes formes de découpages en s'appuyant notamment sur différentes formes de joutes nautiques ou autres sports locaux (ballon au poing autour d'Amiens, par exemple). Certaines régions bénéficient de plus de réputations, plus ou moins confirmées par les faits d'ailleurs. La Bretagne est ainsi traditionnellement décrite comme une terre de football, de cross-country et de cyclisme ; le Nord souvent qualifié de « terre de football ».
Grands pourvoyeurs de sportifs de haut niveau, les territoires d'outre-mer possèdent également des spécificités locales. Le handball, le surf, le squash et le football sont ainsi très populaires à La Réunion. Le surf est chez lui dans les îles du Pacifique, la Pelote basque est le sport le plus pratiqué à Saint-Pierre et Miquelon tandis que l'une des particularités du sport aux Antilles françaises sont les courses nautiques en yoles.

### Nombre de pratiquants et nombre de licenciés
| Fédération                                                                      | Nombre de licences annuelles (en milliers) | Nombre d'autres licences et autres titres de participation (en milliers) | Ensemble | Part des licences annuelles féminines (en %) |
| Fédérations unisport olympiques agréées                                         | 9 030,4                                    | 813,8                                                                    | 9 844,2  | 33,4                                         |
| ------------------------------------------------------------------------------- | ------------------------------------------ | ------------------------------------------------------------------------ | -------- | -------------------------------------------- |
| Fédération française de football                                                | 2 130,1                                    | 0,0                                                                      | 2 130,1  | 9,8                                          |
| Fédération française de tennis                                                  | 1 044,6                                    | 0,0                                                                      | 1 044,6  | 30,1                                         |
| Fédération française d'équitation                                               | 692,4                                      | 7,1                                                                      | 699,5    | 84,6                                         |
| Fédération française de basketball                                              | 527,9                                      | 150,6                                                                    | 678,5    | 34,3                                         |
| Fédération française de judo-jujitsu et disciplines associées                   | 469,1                                      | 15,4                                                                     | 484,5    | 32,3                                         |
| Fédération française de handball                                                | 454,1                                      | 0,0                                                                      | 454,1    | 38,0                                         |
| Fédération française de golf                                                    | 442,0                                      | 0,0                                                                      | 442,0    | 26,9                                         |
| Fédération française de natation                                                | 379,9                                      | 0,0                                                                      | 379,9    | 54,5                                         |
| Fédération française de rugby                                                   | 351,8                                      | 3,1                                                                      | 354,9    | 12,2                                         |
| Fédération française d'athlétisme                                               | 302,6                                      | 1,9                                                                      | 304,5    | 47,6                                         |
| Fédération française de gymnastique                                             | 285,5                                      | 0,0                                                                      | 285,5    | 82,9                                         |
| Fédération française de voile                                                   | 268,6                                      | 20,4                                                                     | 289,0    | 36,6                                         |
| Fédération française de tir                                                     | 246,1                                      | 0,0                                                                      | 246,1    | 10,9                                         |
| Fédération française de volley-ball                                             | 183,5                                      | 0,0                                                                      | 183,5    | 45,5                                         |
| Fédération française de badminton                                               | 179,1                                      | 0,0                                                                      | 179,1    | 36,0                                         |
| Fédération française de tennis de table                                         | 158,1                                      | 18,5                                                                     | 176,6    | 15,0                                         |
| Fédération française de cyclisme                                                | 109,7                                      | 5,2                                                                      | 114,9    | 11,7                                         |
| Fédération française de la montagne et de l'escalade                            | 103,2                                      | 7,0                                                                      | 110,2    | 46,1                                         |
| Fédération française de ski                                                     | 92,5                                       | 0,0                                                                      | 92,5     | 37,8                                         |
| Fédération française de danse                                                   | 71,5                                       | 0,4                                                                      | 71,9     | 85,0                                         |
| Fédération française de tir à l'arc                                             | 68,9                                       | 0,1                                                                      | 69,0     | 33,7                                         |
| Fédération française de roller et skateboard                                    | 63,2                                       | 2,2                                                                      | 65,4     | 51,8                                         |
| Fédération française de triathlon et disciplines enchaînées                     | 58,4                                       | 108,6                                                                    | 167,0    | 28,4                                         |
| Fédération française d'escrime                                                  | 52,4                                       | 0,3                                                                      | 52,7     | 31,6                                         |
| Fédération française de boxe                                                    | 50,5                                       | 7,4                                                                      | 57,9     | 27,6                                         |
| Fédération française d'aviron                                                   | 45,0                                       | 73,1                                                                     | 118,1    | 44,8                                         |
| Fédération française de taekwondo et disciplines associées                      | 42,1                                       | 0,0                                                                      | 42,1     | 40,6                                         |
| Fédération française de canoë-kayak et sports de pagaie                         | 38,4                                       | 278,0                                                                    | 316,4    | 33,2                                         |
| Fédération française des sports de glace                                        | 22,9                                       | 4,1                                                                      | 26,9     | 87,5                                         |
| Fédération française de lutte                                                   | 22,9                                       | 17,2                                                                     | 40,0     | 20,0                                         |
| Fédération française de hockey sur glace                                        | 21,8                                       | 1,0                                                                      | 22,8     | 13,7                                         |
| Fédération française d'haltérophilie - musculation                              | 17,7                                       | 0,1                                                                      | 17,8     | 39,2                                         |
| Fédération française de hockey                                                  | 16,3                                       | 31,3                                                                     | 47,6     | 28,1                                         |
| Fédération française de surf                                                    | 14,9                                       | 61,0                                                                     | 75,9     | 36,0                                         |
| Fédération française de pentathlon moderne                                      | 2,8                                        | 0,0                                                                      | 2,8      | 37,5                                         |
| Fédérations unisport non olympiques agréées                                     | 1 743,5                                    | 730,9                                                                    | 2 474,4  | 29,6                                         |
| Fédération française de pétanque et jeu provençal                               | 263,3                                      | 0,0                                                                      | 263,3    | 17,1                                         |
| Fédération française de la randonnée pédestre                                   | 221,6                                      | 17,7                                                                     | 239,3    | 64,6                                         |
| Fédération française de karaté et disciplines associées                         | 215,0                                      | 0,0                                                                      | 215,0    | 36,5                                         |
| Fédération française d'études et sports sous-marins                             | 127,9                                      | 88,1                                                                     | 216,0    | 32,7                                         |
| Fédération française de cyclotourisme                                           | 110,1                                      | 0,0                                                                      | 110,1    | 17,4                                         |
| Fédération française de sauvetage et secourisme                                 | 72,8                                       | 0,0                                                                      | 72,8     | 45,0                                         |
| Fédération française de motocyclisme                                            | 64,0                                       | 38,4                                                                     | 102,4    | 6,3                                          |
| Fédération française des échecs                                                 | 56,2                                       | 0,0                                                                      | 56,2     | 21,3                                         |
| Fédération française de kick-boxing, muay-thaï et disciplines associées         | 49,7                                       | 0,5                                                                      | 50,2     | 29,1                                         |
| Fédération française du sport automobile                                        | 46,9                                       | 14,2                                                                     | 61,0     | 12,9                                         |
| Fédération française de savate, boxe française et disciplines associées         | 45,1                                       | 0,1                                                                      | 45,2     | 41,2                                         |
| Fédération française du sport boules                                            | 40,4                                       | 0,0                                                                      | 40,4     | 14,6                                         |
| Fédération française aéronautique                                               | 38,5                                       | 11,5                                                                     | 50,0     | 8,3                                          |
| Fédération française de vol libre                                               | 32,9                                       | 10,9                                                                     | 43,8     | 17,0                                         |
| Fédération française de ball-trap                                               | 32,8                                       | 18,7                                                                     | 51,5     | 5,2                                          |
| Fédération française d'aéromodélisme                                            | 22,1                                       | 0,5                                                                      | 22,6     | 4,7                                          |
| Fédération française d'aïkido, d'aïkibudo et affinitaires                       | 19,2                                       | 0,0                                                                      | 19,2     | 32,0                                         |
| Fédération française de bowling et de sports de quilles                         | 18,6                                       | 0,0                                                                      | 18,6     | 22,7                                         |
| Fédération française de football américain                                      | 18,3                                       | 7,7                                                                      | 26,0     | 24,5                                         |
| Fédération française d'aïkido et de budo                                        | 17,6                                       | 0,4                                                                      | 18,0     | 32,5                                         |
| Fédération française de planeur ultra léger motorisé                            | 16,5                                       | 0,0                                                                      | 16,5     | 4,7                                          |
| Fédération française de squash                                                  | 16,5                                       | 0,0                                                                      | 16,5     | 20,6                                         |
| Fédération française sportive de twirling bâton                                 | 16,2                                       | 0,0                                                                      | 16,2     | 91,6                                         |
| Fédération française des sports de billard                                      | 15,8                                       | 0,4                                                                      | 16,2     | 8,6                                          |
| Fédération française de pelote basque                                           | 14,7                                       | 15,5                                                                     | 30,3     | 18,5                                         |
| Fédération française de baseball, softball                                      | 14,7                                       | 0,0                                                                      | 14,7     | 22,2                                         |
| Fédération française de parachutisme                                            | 13,6                                       | 51,1                                                                     | 64,7     | 15,4                                         |
| Fédération des arts énergétiques et martiaux chinois                            | 13,4                                       | 0,0                                                                      | 13,4     | 62,1                                         |
| Fédération française de vol en planeur                                          | 13,0                                       | 6,7                                                                      | 19,7     | 16,8                                         |
| Fédération française de rugby à XIII                                            | 10,2                                       | 2,9                                                                      | 13,1     | 16,8                                         |
| Fédération française des pêches sportives                                       | 9,9                                        | 0,3                                                                      | 10,2     | 5,5                                          |
| Fédération française de la course d'orientation                                 | 9,7                                        | 26,3                                                                     | 36,0     | 43,0                                         |
| Fédération française de ski nautique et wake board                              | 9,6                                        | 12,4                                                                     | 22,0     | 38,0                                         |
| Fédération française de force                                                   | 8,4                                        | 0,2                                                                      | 8,5      | 30,9                                         |
| Fédération de voitures radio commandées                                         | 8,3                                        | 0,0                                                                      | 8,3      | 5,8                                          |
| Fédération française de spéléologie                                             | 7,1                                        | 6,4                                                                      | 13,4     | 28,8                                         |
| Fédération française de flying disc                                             | 6,1                                        | 0,1                                                                      | 6,2      | 29,9                                         |
| Fédération française de joutes et sauvetage nautique                            | 4,5                                        | 0,0                                                                      | 4,5      | 23,4                                         |
| Fédération des sports et loisirs canins                                         | 4,2                                        | 3,4                                                                      | 7,6      | 59,7                                         |
| Fédération française de la course camarguaise                                   | 2,3                                        | 0,2                                                                      | 2,5      | 17,0                                         |
| Fédération française de jeu de balle au tambourin                               | 2,2                                        | 0,0                                                                      | 2,3      | 30,2                                         |
| Fédération française de jeu de paume                                            | 2,1                                        | 0,0                                                                      | 2,1      | 5,0                                          |
| Fédération française de la course landaise                                      | 2,1                                        | 0,0                                                                      | 2,1      | 23,9                                         |
| Fédération française de char à voile                                            | 1,4                                        | 396,0                                                                    | 397,4    | 18,4                                         |
| Fédération nautique de pêche sportive en apnée                                  | 1,1                                        | 0,0                                                                      | 1,1      | 3,1                                          |
| Fédération française des sports de traîneau, de ski/VTT-Joering et de canicross | 1,1                                        | 0,0                                                                      | 1,1      | 46,5                                         |
| Fédération française de longue paume                                            | 0,9                                        | 0,0                                                                      | 0,9      | 23,5                                         |
| Fédération de boxe américaine et disciplines associées                          | 0,9                                        | 0,0                                                                      | 0,9      | 31,4                                         |
| Fédération française de polo                                                    | 0,9                                        | 0,0                                                                      | 0,9      | 26,1                                         |
| Fédération française de javelot tir sur cible                                   | 0,7                                        | 0,0                                                                      | 0,7      | 16,9                                         |
| Fédération française d'aérostation                                              | 0,7                                        | 0,0                                                                      | 0,7      | 19,1                                         |
| Fédération française motonautique                                               | 0,6                                        | 0,2                                                                      | 0,9      | 7,7                                          |
| Fédération française de ballon au poing                                         | 0,5                                        | 0,0                                                                      | 0,5      | 10,0                                         |
| Fédération française de pulka et traineau à chiens                              | 0,5                                        | 0,0                                                                      | 0,5      | 41,4                                         |
| Fédération française d'hélicoptère                                              | 0,2                                        | 0,0                                                                      | 0,2      | 6,2                                          |
| Fédérations multisports                                                         | 4 588,3                                    | 4 292,2                                                                  | 8 880,6  | 50,7                                         |
| Affinitaires                                                                    | 1 635,9                                    | 4 265,8                                                                  | 5 901,7  | 60,4                                         |
| Handicapés                                                                      | 82,3                                       | 6,8                                                                      | 89,1     | 32,5                                         |
| Scolaires, universitaires                                                       | 2 870,2                                    | 19,7                                                                     | 2 889,8  | 45,7                                         |
| Toutes pratiques confondues                                                     | 15 362,3                                   | 5 836,9                                                                  | 21 199,2 | 38,1                                         |

En France, une étude menée de 2000 à 2002 par le ministère des Sports et l'Institut national du sport, de l'expertise et de la performance (INSEP) révèle que 26,5 millions de personnes pratiquent une activité sportive. En parallèle, en 2015, le nombre de licenciés dans des clubs sportifs atteint 16 102 957.
Cette croissance du nombre de licenciés est souvent liée à des succès sportifs majeurs, comme la victoire de l'équipe de France de football masculin à la Coupe du Monde 2018 ou les performances des sports collectifs aux Jeux Olympiques de Tokyo.
Cependant, la crise sanitaire de la pandémie de Covid-19 en France, avec les mesures préventives telles que le passe sanitaire, entraîne une chute de 10 % à 30 % du nombre de licenciés pour la saison 2020-2021, selon les disciplines,.
Selon l'Institut national de la jeunesse et de l'éducation populaire (INJEP), les 119 fédérations agréées par le ministère des Sports délivrent 15,4 millions de licences en 2022, soit une augmentation de 19,4 % par rapport à l'année précédente. Mais cette reprise ne compense pas la baisse de 5,9 % sur trois ans due à la crise sanitaire.
En 2024, la ministre des Sports Amélie Oudéa-Castéra exprime son enthousiasme pour les Jeux Olympiques et Paralympiques de Paris, mettant en avant leur potentiel impact positif sur l'engagement sportif en France. Elle encourage les clubs à accueillir de nouveaux licenciés inspirés par les performances des athlètes, soulignant l'importance de cultiver un intérêt durable pour le sport. Elle prévoit de renforcer le secteur associatif du monde sportif afin de promouvoir une culture sportive nationale, affirmant son soutien à cette initiative en collaboration avec les fédérations.

## Disciplines
L'ensemble des sports olympiques et ceux reconnus par le CIO sont pratiqués de manière significative en France. Il existe d'autre part de multiples sports locaux et régionaux dont la pratique et la culture sont également notables sur le territoire français.

## Médias

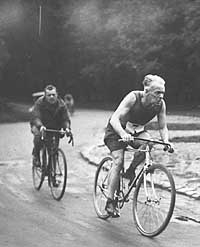
Henri Desgrange.

### Presse écrite
Le sport hippique est la première discipline à générer un intérêt médiatique dès les années 1820. Le Journal des Haras est ainsi le premier à utiliser le mot « sport » en France (1828). D'autres titres hippiques se créent : L'Éleveur, La Vie sportive, Auteuil-Lonchamps, Le Sport du Sud-Ouest, notamment. Le cyclisme est doté d'une presse spécialisée dès 1869 avec l'apparition de titres comme Le Vélocipède et Le Vélocipède illustré. Le football doit attendre les années 1920 pour disposer de titres exclusivement dédiés, l’hebdomadaire Football au premier chef.
L'approche omnisports permet la création de nombreux titres locaux. Avec plus de 120 titres recensés entre 1900 et 1914, toutes les régions françaises sont couvertes. Une presse sportive quotidienne omnisports fait également son apparition. Le Vélo (1892-1904 ; édité sur papier vert) et Le Journal des sports (ex-Paris-Vélo ; édité sur papier rose) se disputent le marché des lecteurs a l'extrême fin du XIXe siècle. L'Auto (premier numéro le 16 octobre 1900) s'impose depuis 1904 comme la référence ; L'Équipe, qui prend le relais de L'Auto après la Seconde Guerre mondiale, profite de la même position de monopole.
Si le créneau des quotidiens est l'exclusivité de L'Équipe, la presse magazine sportive française est l'une des plus complètes du monde en matière de titres. Pas ou peu de sports qui ne disposent pas d'une revue, fut-elle trimestrielle. Parmi les grands titres citons hier Miroir des Sports ou Football magazine, aujourd'hui France football, Midi olympique, Maxi-Basket et Vélo Magazine notamment.
La presse généraliste fait entrer le sport dans ses colonnes dès la fin du XIXe siècle. Le titre généraliste Paris-Soir tente même de s'attaquer au monopole de L'Auto à la fin des années 1930 en publiant dans ses éditions du soir les résultats de l'étape du Tour de France du jour. L'Auto réplique en retardant l'heure de l'arrivée et des étapes en se dotant à partir du 27 mars 1937 d'une rubrique concernant l'information générale intitulée « Savoir vite ». Le sport constitue au début du XXIe siècle un quart de la pagination d'un quotidien comme Le Parisien.
Parmi les meilleures plumes sportives, citons Henri Desgrange, Pierre Chany, Antoine Blondin, Gabriel Hanot et Jean Eskenazi.

### Radio et télévision
La radio entre sur la scène sportive dès les années 1920. Edmond Dehorter, Georges Briquet, Alex Virot et Jean Antoine sont les grandes voix des sports à la radio avant la Seconde Guerre mondiale. Virot, qui assure avec Antoine la première couverture du Tour de France en 1930, crée également à la Libération l'émission « sport et musique » du dimanche après-midi qui permet un suivi en direct des grandes compétitions sportives dominicales. Parmi les nombreux journalistes ayant démarré leur carrière aux côtés de Georges Briquet, citons Roger Couderc, Robert Chapatte et Thierry Roland.
Toutes les stations généralistes s'appuient sur un solide programme sportif. C'est toujours le cas au début du XXIe siècle avec le désormais classique « multiplex » que propose systématiquement toutes les généralistes les soirs de championnat de France de football. Ce type de programme est créé le 1er novembre 1953 par Radio Luxembourg, mais le Groupement interdit en mars 1954 la retransmission en direct des premières mi-temps des matches de championnat. France Inter lance le multiplex moderne en 1975.
Les radios françaises ont un statut comparable aux journaux écrits pour accéder gratuitement au stade et transmettre des informations, au nom du principe du droit à l'information. Clubs et instances tentèrent bien, dès avant la Seconde Guerre mondiale, de faire payer l'accès des commentateurs radios en plaidant que la diffusion en direct affectait les recettes au guichet, mais les radios tinrent bons, et aujourd'hui encore, elles cessent solidairement toutes retransmissions en cas de pression de ce type. Le tabou est pourtant cassé par RMC Infos en 2001. Cette dernière accepte de payer la FIFA pour obtenir un meilleur accès à l'info, mais ceci n'empêcha pas les autres stations françaises regroupées au sein d'un groupement symboliquement nommé « Sport Libre », de retransmettre la Coupe du monde en direct. La Formule 1 et le championnat de France de football furent également l'objet de tractations impliquant RMC. Il exista aussi quelques tentatives d'accords de type régional depuis les années 1980 avec certaines stations et des clubs, mais ce modèle ne s'imposa pas.
Les premières retransmissions sportives de la télévision française remontent à l'arrivée du Tour de France 1948 au parc des Princes. La finale de la Coupe de France de football et les Jeux olympiques sont diffusés pour la première fois en 1952 ; les matchs de la Coupe du monde de football depuis 1954. Football et télévision entretiennent le plus souvent des rapports houleux depuis les années 1950. La politique de l'ORTF reste longtemps celle du « dédommagement », assurant seulement la baisse de recette occasionnée par la diffusion télévisée. Le football ferme alors ses portes aux caméras. Les télévisions, pas seulement françaises d'ailleurs, acceptent progressivement de payer le prix du « spectacle sportif » depuis les années 1980. Concurrence entre les chaînes oblige, on assiste depuis lors à une surenchère pour s'assurer les retransmissions les plus porteuses en matière d'audience.
Les premiers exemples de télévisions sportives en France furent Screensport (1988) puis Eurosport (1989). Ces chaînes sont omnisports. Les années 1990 marquent l'apparition de trois catégories de stations sportives : informations sportives (L'Équipe TV ou InfoSport par exemple), unisport (TPS Foot ou Équidia par exemple) et chaînes de club (OM TV, OL TV ou GIRONDINS TV par exemple).
Les meilleures audiences de la télévision concernent des programmes sportifs. Depuis 1989, et la mise en place du système Médiamat, les onze programmes ayant généré les meilleures audiences furent dix matches de football et un match de rugby à XV, sans compter les remises de coupes, parfois traiter par Médiamétrie comme un programme à part entière, marché publicitaire oblige.
| Date             | Match                 | Compétition                    | Audience TV                                             |
| ---------------- | --------------------- | ------------------------------ | ------------------------------------------------------- |
| 12 juillet 1998  | France - Brésil       | finale CM football 1998        | 23 647 480 (20 577 480 sur TF1 et 3 070 000 sur Canal+) |
| 5 juillet 2006   | France - Portugal     | demi-finale CM football 2006   | 22 199 760                                              |
| 9 juillet 2006   | France - Italie       | finale CM football 2006        | 22 143 700                                              |
| 2 juillet 2000   | France - Italie       | finale Euro football 2000      | 21 400 000¹                                             |
| 8 juillet 1998   | France - Croatie      | demi-finale CM football 1998   | 20 597 680 (17 697 680 sur TF1 et 2 900 000 sur Canal+) |
| 27 juin 2006     | France - Espagne      | 1/8 finale CM football 2006    | 19 564 940                                              |
| 23 juin 2006     | France - Togo         | premier tour CM football 2006  | 18 331 620                                              |
| 13 octobre 2007  | France - Angleterre   | 1/2 finale CM Rugby à XV 2007  | 18 300 000                                              |
| 18 juin 2006     | France - Corée du Sud | premier tour CM football 2006  | 18 051 320                                              |
| 1er juillet 2006 | France - Brésil       | 1/4 finale CM football 2006    | 17 939 200                                              |
| 28 juin 2000     | France - Portugal     | demi-finale Euro football 2000 | 17 691 350                                              |

¹: La finale de l’Euro 2000 est créditée de 21,4 millions de téléspectateurs. Médiamétrie corrigea pourtant ce chiffre à 20 279 040. Les dernières données publiées par Médiamétrie reprennent pourtant l'indication de 21,4 millions.
- Catégorie:Média sportif en France
- Catégorie:Journaliste sportif français

## Économie
Hors bénévolat, le poids économique du sport dans l'économie française est évalué à 1,77 % du PIB, soit 30,4 milliards d'euros en 2005,. Les dépenses des ménages représentent 50 % de ces montants (15,2 milliards d'euros en 2005), contre 9,1 milliards d'euros pour les collectivités locales, 3 pour l'État, et 3,1 pour les entreprises. Selon la FPS (Fédération professionnelle des entreprises du sport & des loisirs) parmi les dépenses sportives des ménages en 2007, 9,1 milliards sont consacrés à l'équipement de la personne en vêtements (44 %), chaussures (19 %), matériel et accessoires (33 %) et services associés (location, réparations, etc.) pour 4 %. Les achats de services sportifs par les ménages (services fournis par les clubs sportifs, les centres de loisirs sportifs ou encore les spectacles sportifs) totalisaient 6,4 milliards d’euros en 2005.
Le ministère de la Jeunesse et des Sports estime à 100 000 (58 % d'hommes pour 42 % de femmes) le nombre de salariés travaillant pour le secteur sportif en France pour quelque 20 000 employeurs.
Le Fonds national pour le développement du sport, remplacé en 2006 par le Centre national pour le développement du sport, disposait de 270 millions de revenus en 2003, 239,5 en provenance de la Française des jeux. Les flux financiers générés par le football sont également taxés pour financer le CNDS à hauteur de 40 millions d'euros par an en 2006.
Les paris sportifs firent longtemps débats en France en dehors des traditionnels paris sur les courses hippiques. Les concours de pronostics sont finalement autorisés en France en avril 1985. Ils sont exclusivement organisés par la Française des jeux. La montée en puissance via internet de sociétés étrangères spécialisées dans les paris sportifs entraîne une réaction française à l'automne 2006 avec, notamment, l'interdiction de faire de la publicité sur le territoire français. Des clubs comme l'AS Monaco et le Toulouse FC qui arborent sur leurs maillots les noms de ces sociétés sont contraints de changer de sponsors.
Longtemps hostiles à la cotation en bourse des clubs sportifs, les autorités françaises autorisent finalement l'Olympique lyonnais à entrer en bourse en 2007. L'introduction en bourse de l'OL a lieu le 26 janvier 2007.
La vente des droits de nommage de stades, déjà largement en usage aux États-Unis, en Angleterre et en Allemagne, apparaît en France en 2007 avec l'annonce de la mise en chantier d'un nouveau stade au Mans : le MMArena, du nom de la compagnie d'assurances basée au Mans, MMA.

### Équipementiers
Le livre de taille de la ville de Paris de 1292 recense treize paumiers, artisans spécialisés dans la confection des balles de jeu de paume, et un billardier (fabricant de billards). Dès le XIVe siècle, les paumiers se dotent de règlements et statuts afin de corriger des abus. Certains paumiers peu scrupuleux n’hésitaient pas à bourrer leurs éteufs de pierres provoquant des accidents, parfois mortels ; le frère de Montaigne décède ainsi. Les raquettiers se dotent de statuts dès le XVIe siècle.
Outre les professions liées au cheval qui furent toujours sollicitées, les fabricants de bicyclettes constituent un groupe d'équipementiers qui pèse dès les années 1870. Pour vendre des bicyclettes, ces fabricants mettent en place des équipes et des courses. Les ventes massives de deux roues enregistrées entre 1870 et les années 1920 équilibrent aisément les comptes. Après les Années folles, les fabricants se contentent d'un rôle d'équipementiers et cessent de peser sur le sport cycliste comme c'était le cas jusque-là. On retrouve ce même schéma pour le sport automobile et les constructeurs. Renault, Citroën et Peugeot limitent toutefois leurs sorties sur la scène sportive au strict minimum et de petits constructeurs se mettent alors en lumière, Bugatti notamment.
Dans le domaine des sports d'hiver, les retombées sont importantes pour les équipementiers, des fabricants de remonte-pentes à ceux de skis. Parmi les entreprises symbolisant ce secteur, citons les Skis Rossignol. De jeunes entreprises plutôt axées sur les nouveaux sports de glisse, d'hiver comme d'été, perpétuent cette tradition française.
Les entreprises françaises détiennent quelques marchés de niche comme la société DimaSport basée en Seine-et-Marne qui fournit notamment ses tapis de saut rouges et bleus dans le monde entier depuis plus de trois décennies. De même, en matière de construction navale, les chantiers français sont réputés pour leurs voiliers de course construits en série ou à l'unité.
René Lacoste fut le premier sportif à utiliser sa notoriété pour créer une marque d'équipementier. Ce furent dès 1939 les fameuses chemisettes du « crocodile » Lacoste, aujourd'hui encore incontournables. Raymond Kopa et autres Jean Vuarnet tentèrent la même approche, avec des fortunes diverses. Concurrencées par les équipementiers étrangers sur le marché des vêtements de sports au sens large, les marques françaises ont toujours peiné à s'imposer. Le coq sportif hier ou Airness aujourd'hui ne figurent pas dans la même catégorie que les géants du secteur. Airness affiche ainsi un chiffre d'affaires de 100 millions d'euros en 2005 contre plus de 10 milliards d'euros chacun pour Nike et Adidas.

## Culture

### Arts et sport
Comme déjà signalé, il existe un hiatus entre de nombreux intellectuels français et le sport. Alfred Wahl, historien français pionnier dans l'étude historique du football, indique ainsi : « Au début, mon intérêt historique suscitait des sourires mesquins. Les éditeurs étaient sceptiques, ils me disaient : « ceux qui lisent ne s'intéressent pas au foot, et vice versa » ».
Cette situation n'empêche toutefois pas sport et culture d'interagir en France.
Le musée national du Sport de l'Allianz Riviera et le musée du tennis du stade Roland-Garros sont les deux principaux musées français consacrés au sport. Il existe toutefois un grand nombre de musées traitant du sport répartis sur l'ensemble du territoire. Citons le musée du vélo de Cormatin, le musée du rugby de l'aire d'autoroute du Port Lauragais, et le musée Paul-Valéry de Sète qui propose notamment un espace consacré aux joutes nautiques. Le cas du musée national du Sport est éclairant sur le traitement du phénomène sportif dans l'Hexagone. Créé en 1922 pour ouvrir à l'occasion des Jeux olympiques de 1924, ce musée ouvre au public en 1988 au sein du parc des Princes pour fermer en 1998. De 2008 a 2013, il rouvre un lieu d'exposition dans le 13e arrondissement de Paris (locaux du ministère de tutelle), puis déménage à Nice en 2014.
En littérature, outre le Gargantua de Rabelais déjà évoqué, le sport inspira nombre d'auteurs d'Albert Camus, ancien gardien de but de football, à Daniel Picouly (Le 13e but en 1998) en passant par Maurice Genevoix (Vaincre à Olympie en 1924), Jean Prévost (Plaisirs des sports en 1925)et Émile Danoën (Lignes blanches en 1947) notamment. Le concept anglo-saxon d'« écrivain sportif » n'est pas très développé en France, mais parmi ceux qui excellent dans cette discipline, citons encore Antoine Blondin, dont les chroniques qu'il tenait dans le quotidien sportif L'Équipe sont des modèles du genre. Plus récemment, Thomas Ravier publie en 2006 chez Gallimard un ouvrage intitulé Le Scandale McEnroe où il étudie la gestuelle et l’attitude du champion américain de tennis à la manière d’un critique littéraire décryptant le style d’un auteur classique.
Les sculpteurs signèrent quelques œuvres liées au sport tel Auguste Rodin (L'Athlète américain), Antoine Bourdelle (Héraklès archer) ou Aristide Maillol (Cycliste au repos).
Le sport inspira quelques pièces de théâtre tels L'Amour foot de Robert Lamoureux, créé en septembre 1992 ou Le Mental de l'équipe (2007) d'Emmanuel Bourdieu et Frédéric Bélier-Garcia. Dans Les Athlètes dans leur tête (2003), André Dussollier explore, sur un ton humoristique, ce que pensent les sportifs au moment de leurs compétitions.
Parmi les films de cinéma consacré au sport, mentionnons Les Rois du sport (Pierre Colombier, 1937), Coup de tête (Jean-Jacques Annaud, 1978), À mort l'arbitre (Jean-Pierre Mocky, 1983) et le récent Le Vélo de Ghislain Lambert (Philippe Harel, 2001).
La musique compte de très nombreux liens avec le sport des P’tit gars du Tour de Fredi Gardoni et Jean Cyrano en 1932 à Mickey 3D et son titre Johnny Rep en 2004. Yvette Horner fut l'emblème musical du Tour de France des années 1940 aux années 1970. Des chants comme « Qui c'est les plus forts ? Évidemment c'est les Verts », sont des classiques. Depuis la fin des années 1990, clubs et équipes nationales adoptent parfois des chansons n'ayant pas de lien avec la pratique sportive. L'exemple le plus marquant fut le titre « I Will Survive » repris par le Stade français Paris puis l'équipe de France de football.

### Symboles

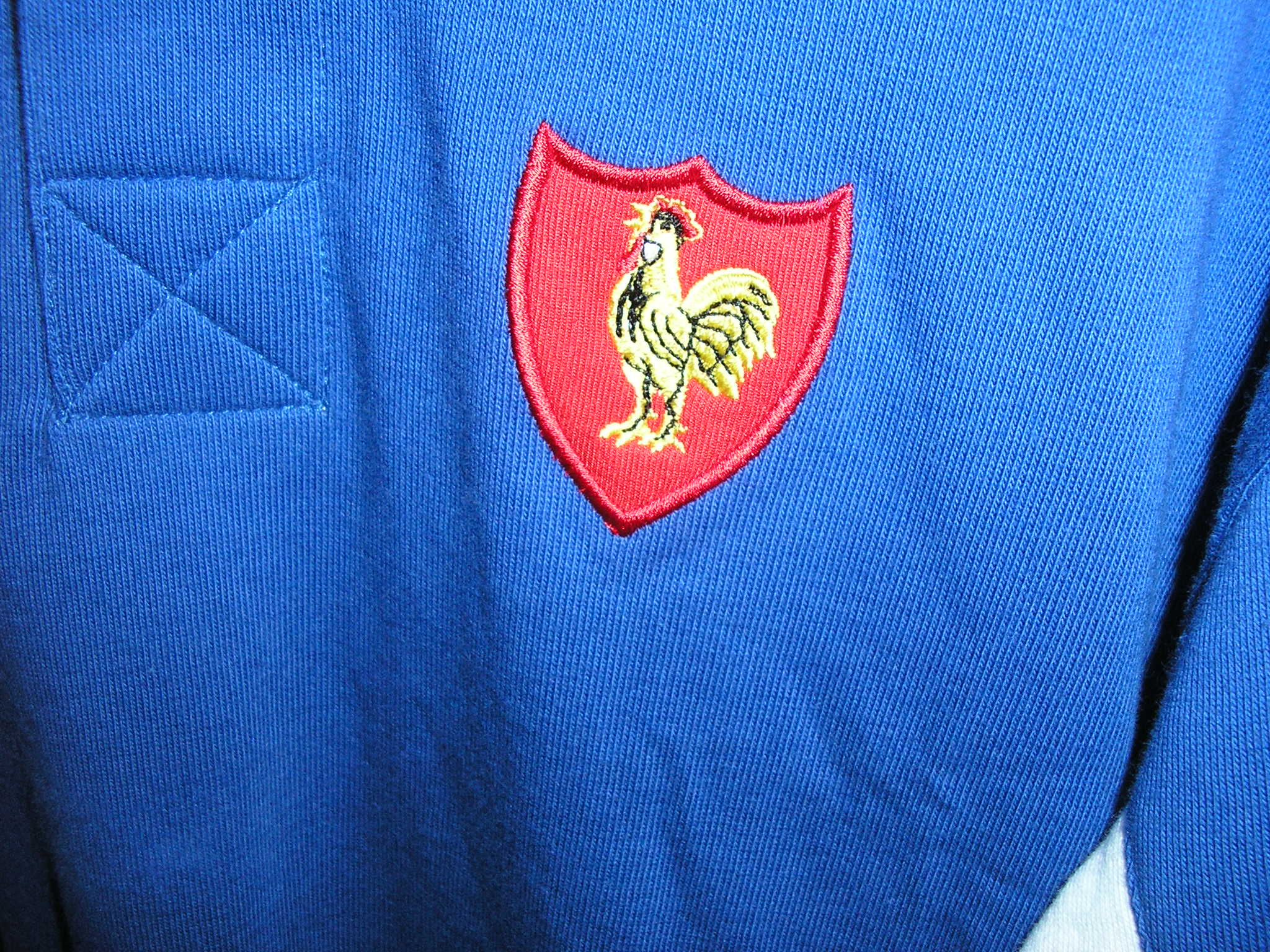
Coq sur le maillot bleu du XV de France.

La couleur bleue et le coq sont les deux principaux symboles du sport français. Le coq fait son apparition sur un maillot national en 1909. C'est le Comité français interfédéral, représentant de la France à la FIFA depuis 1908 qui initie cette innovation. Avant cette date, le symbole principal était plutôt constitué d'anneaux (généralement trois, bleu, blanc et rouge) entrelacés. La délégation olympique française adopte le coq comme emblème en 1920.
Les conditions du choix de la couleur bleue, en référence à la première des trois couleurs nationales, restent nébuleuses. Le sport automobile apparaît comme l'initiateur de ce choix en attribuant la couleur bleue, dit bleu de France, aux voitures françaises participant à la Coupe automobile Gordon Bennett à partir de 1900. Cette tradition sera respectée dans le sport automobile jusqu'à l'abandon de l'écurie de Formule 1 Ligier. Les couleurs de l'actuelle écurie de Formule 1 Renault F1 Team sont celles des sponsors. Le bleu est adopté par les autres sports avant 1914.

## Drames et scandales

### Drames
Le décès du roi de France Henri II le 30 juin 1559 lors d'une joute équestre marqua la fin des sports de chevalerie. Les accidents avaient déjà été nombreux depuis au moins sept siècles dans ces disciplines, mais la mort du roi frappa plus durablement les esprits. Le décès d'un autre roi de France est lié à la pratique sportive. En effet, le 5 juin 1316, Louis X meurt après une partie de jeu de paume : il avait pris froid après un match.
Les drames modernes sont principalement de deux types : accidents mortels et défaites retentissantes. Le match de football France-Allemagne lors de la demi-finale de la coupe du monde de football 1982 à Séville fut considéré par certains comme un authentique drame du sport français, du fait de la physionomie du match et de l'« attentat » de Schumacher contre Battiston. Dans le domaine des accidents mortels, outre ceux touchant les sportifs (décès de l'Anglais Tom Simpson sur les pentes du mont Ventoux le 13 juillet 1967 pendant le Tour de France, ou le crash aérien du Paris-New York qui coûta la vie à Marcel Cerdan le 28 octobre 1949, par exemple) deux drames touchant les spectateurs eurent un impact tout particulier : l'édition 1955 des 24 Heures du Mans est endeuillée par un grave accident causant 84 morts et 120 blessés ; le 5 mai 1992, une tribune du stade Furiani s'effondre faisant 18 morts et plus de 2 200 blessés.
Le 9 mars 2015, un accident entre deux hélicoptères à proximité de Villa Castelli en Argentine lors du tournage de l'émission de téléréalité Dropped produite par Adventure Line Productions causa le décès de dix personnes dont la navigatrice Florence Arthaud, la nageuse Camille Muffat et le boxeur Alexis Vastine, candidats de l'émission.

### Scandales
La disqualification à vie le 4 mars 1932 de l'athlète Jules Ladoumègue pour faits de professionnalisme (il sera requalifié en 1943) fut le plus important scandale du sport français de la première moitié du XXe siècle. « Julot », qui tenait alors tous les records du monde entre 1 et 1  et   2 km, était privé de Jeux olympiques, programmés quelques mois plus tard. Les faits reprochés étaient si bénins que la décision fut perçue comme scandaleuse par le public français. 400 000 Parisiens assistèrent à sa remontée triomphale des Champs-Élysées le 10 novembre 1935. À la suite de cette radiation, l'athlétisme est boudé par le public français qui scande longtemps le nom de Ladoumègue à chaque départ de course.

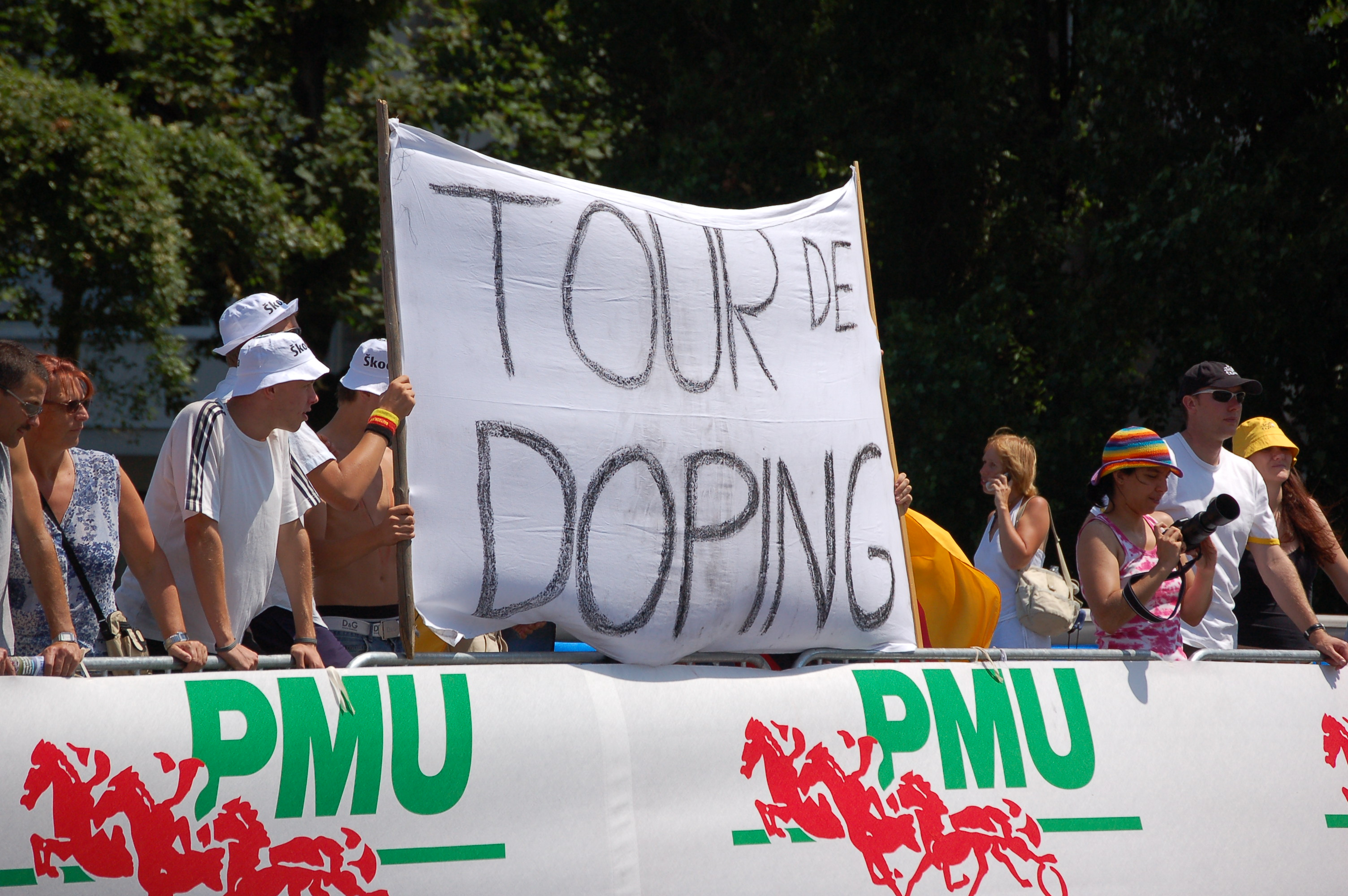
Spectateurs du Tour de France 2006 dénonçant le dopage.

Après la Seconde Guerre mondiale qui généra quelques fameux scandales sportifs comme l'interdiction du rugby à XIII dès 1940 et l'abolition du professionnalisme dans tous les sports en 1943, les principaux scandales touchent ensuite essentiellement au dopage et aux malversations financières. Ces dernières peuvent être de types très variées. Double billetterie, détournement de fonds, corruption et fraude fiscale, principalement. Parmi les affaires les plus médiatisées, citons les affaires Claude Bez (Girondins de Bordeaux) et l' Affaire de la caisse noire de l'ASSE et l'affaire OM-VA. Les trois présidents impliqués furent incarcérés.
Longtemps resté amateur, le rugby a été épargné des scandales financiers mais la fédération a parfois été taxé de favoritisme à l’époque où ce sport était plus confidentiel.

#### Dans le monde du rugby à XV français

##### L'affaireYves Bergougnan
Fin des années 1940, ce joueur est au centre d'une polémique entre la FFR XIII et la FFR à l'occasion de son passage à XV : l'« affaire Bergougnan ».
Elle révèle alors les difficultés du rugby français en général à gérer le dossier du professionnalisme et de l'amateurisme marron.
Tenus à respecter officiellement le principe de l'amateurisme, les joueurs de rugby à XV ne peuvent conclure librement des contrats avec des clubs; les transferts entre clubs obéissent donc à des mécanismes discrets. Au contraire, le professionnalisme étant autorisé en rugby à XIII, les joueurs de cette discipline peuvent ouvertement signer des contrats avec les clubs.  
Ceci contribuera à alimenter à une forte animosité entre les deux sports alors concurrents.

##### L'affaire Max Barrau
Max Barrau sélectionné à quinze reprises en équipe de France, de 1971 à 1974. Formé au Stade beaumontois, et international avec son club, il émigra d'abord un an au Stade toulousain (saison 1972-1973), puis au SU Agen (saison 1973-1974) avant de revenir dans son club formateur du Stade beaumontois.
Cette volte-face lui fit perdre sa place en équipe de France à cause de dix-huit mois de licence rouge (suspension).

##### La finale 1993: Grenoble-Castres
En 1991, lorsque Jacques Fouroux tente un putsch contre Albert Ferrasse, Bernard Lapasset se range du côté de celui qui lui a tout appris et en sera récompensé en étant nommé président de la FFR, le 14 décembre 1991.
Mais en 1993, Jacques Fouroux est candidat à la présidence de la FFR en concurrence justement avec le président sortant Bernard Lapasset.
La semaine entre la demi et la finale du FC Grenoble est marquée par une polémique au sujet du jeu des grenoblois, critiqué par le président Lapasset.
En guise de réponse, le camp Grenoblois s’étonne que, pour pouvoir assister aux deux demi-finales, le président Lapasset ait utilisé le jet privé du Castres olympique leur futur adversaire en finale.
Jacques Fouroux en conflit avec la Fédération se méfie donc de l’arbitrage déjà avant cette finale et va vite crier au complot la semaine suivante car la finale va tourner au scandale, avec une polémique sur l'arbitrage, en effet un essai d'Olivier Brouzet est refusé aux Grenoblois et l'essai décisif de Gary Whetton est accordé par Daniel Salles, l'arbitre de la rencontre, alors que le grenoblois Franck Hueber a aplati au préalable le ballon dans son en-but, privant ainsi les Grenoblois du titre.

#### Dans le monde du cyclisme
Les plus importantes affaires de dopage détecté sont liées au cyclisme, et au Tour de France en particulier. L'affaire Festina, qui fit en partie la lumière sur l'implication directe de l'encadrement technique et médical dans les programmes de dopage, marqua ainsi l'édition du Tour 1998. Le cyclisme est loin d'être le seul sport concerné par ce problème, mais un cas de dopage sur le Tour de France produira toujours plus de réactions en France qu'un cas similaire sur n'importe quelle autre compétition sportive.